# Черкаські Тишки
Черкаські Тишки́ — село в Україні, у Харківському районі Харківської області. Населення становить 1165 осіб. Орган місцевого самоврядування — Циркунівська сільська рада.

## Географія
Село Черкаські Тишки знаходиться на березі річки Харків, вище за течією примикає село Руські Тишки, нижче за течією на відстані 1 км розташоване село Циркуни. Нижче за течією в річку Харків впадає річка В'ялий (ліва притока). До села примикає лісовий масив (дуб).

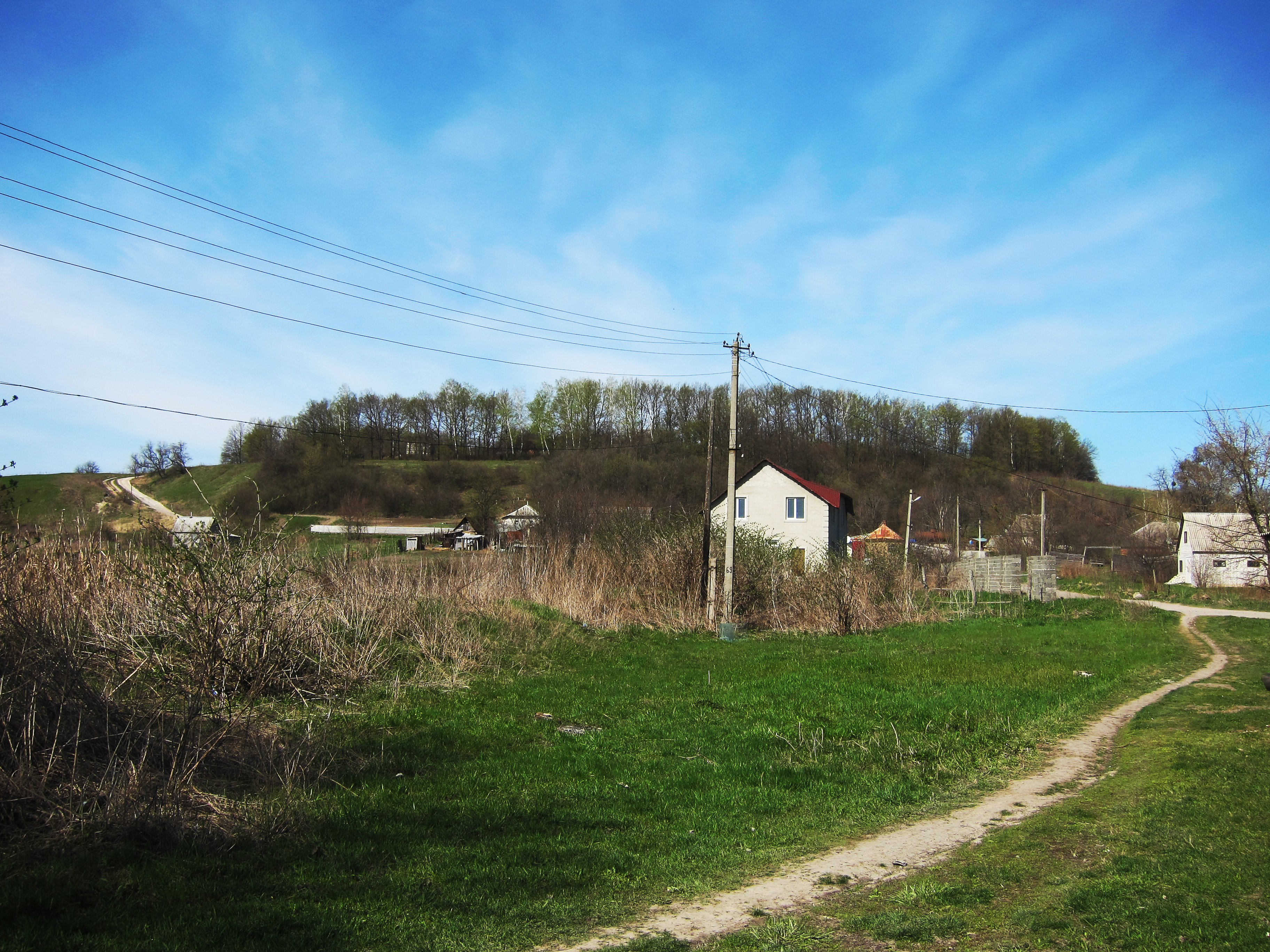
Вид з селища Черкаські Тишки
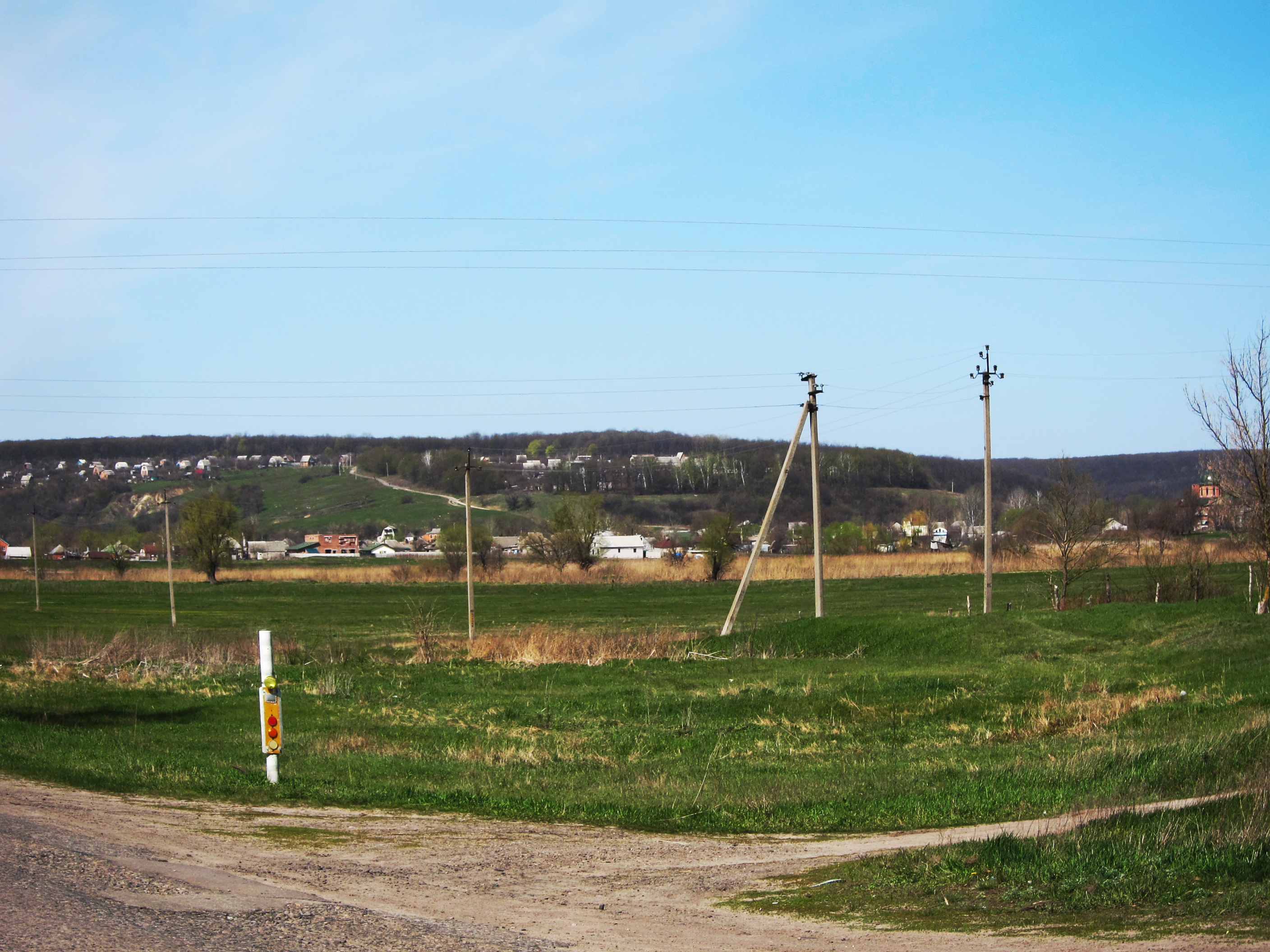
Вид з селища Черкаські Тишки
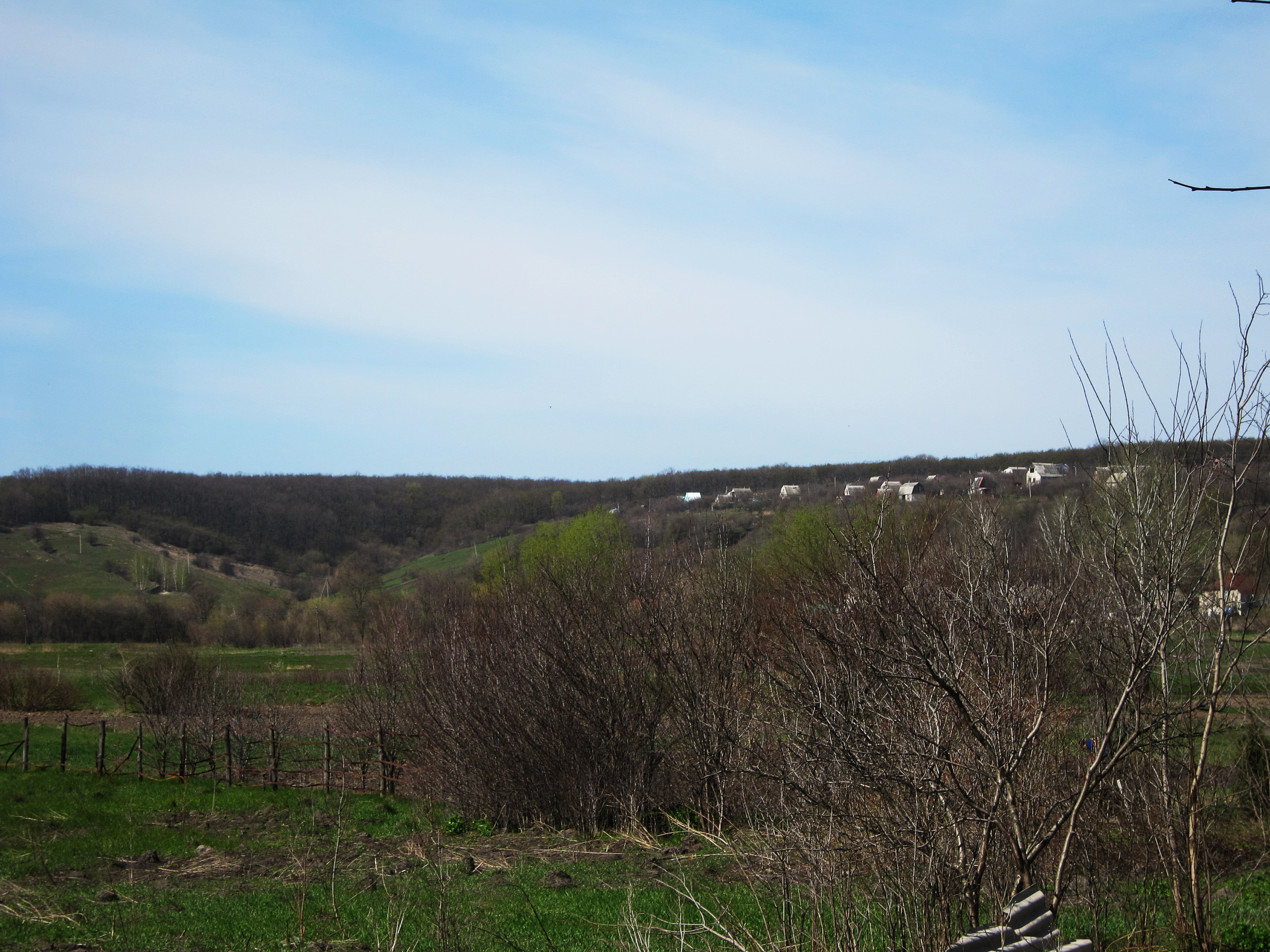
Вид з селища Черкаські Тишки
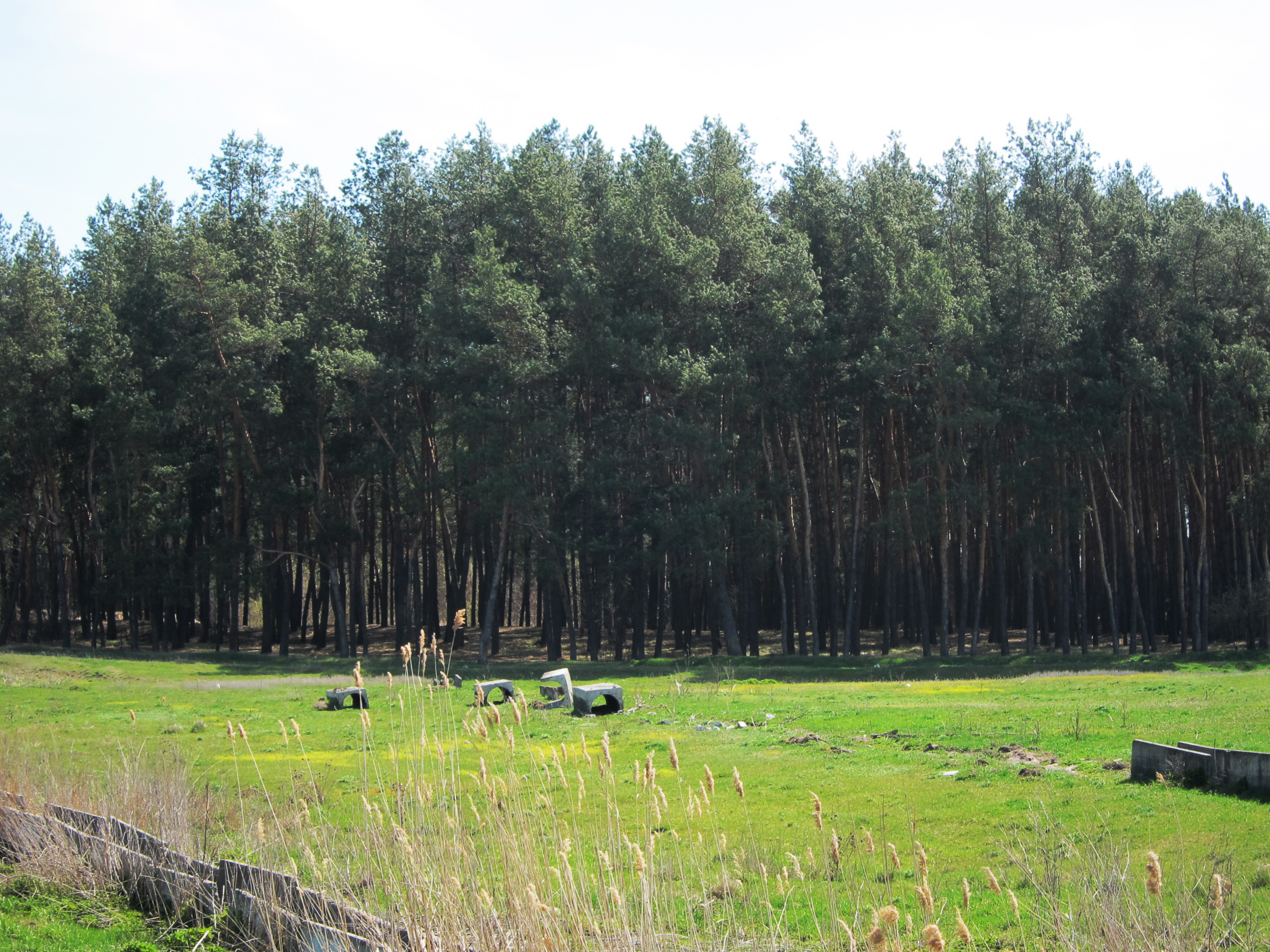
Ліс біля селища Черкаські Тишки

## Історія
Село вперше згадується у 1660 році.

Черкаські Тишки на мапі 1783 року

За даними на 1864 рік у казеному селі Циркунівської волості Харківського повіту мешкало 2078 осіб (1011 чоловічої статі та 1067 — жіночої), налічувалось 251  дворове господарства, існували православна церква та поштова станція.
Станом на 1914 рік кількість мешканців зросла до 5446 осіб.
10 травня 2022 року село звільнене від російських окупантів. 

## Пам'ятки

### Церква Різдва Пресвятої Богородиці
Храм Різдва Пресвятої Богородиці побудований в 1830 році на гроші поміщика Андрія Тихоцького і жителів села. У 1906 році його онуками Аполлонієм, Павлом і Євграфом Тихоцькими церква була значно розширена. Іконостас для храму в 60-тих роках XIX століття писав Ілля Рєпін. У 30-ті роки храм був закритий. Водночас розібрані купол і дзвіниця. У 1944 році церква знову повертають віруючим і з того часу богослужіння не припиняються. Зараз храм відкритий, йдуть роботи з відновлення купола і дзвіниці.

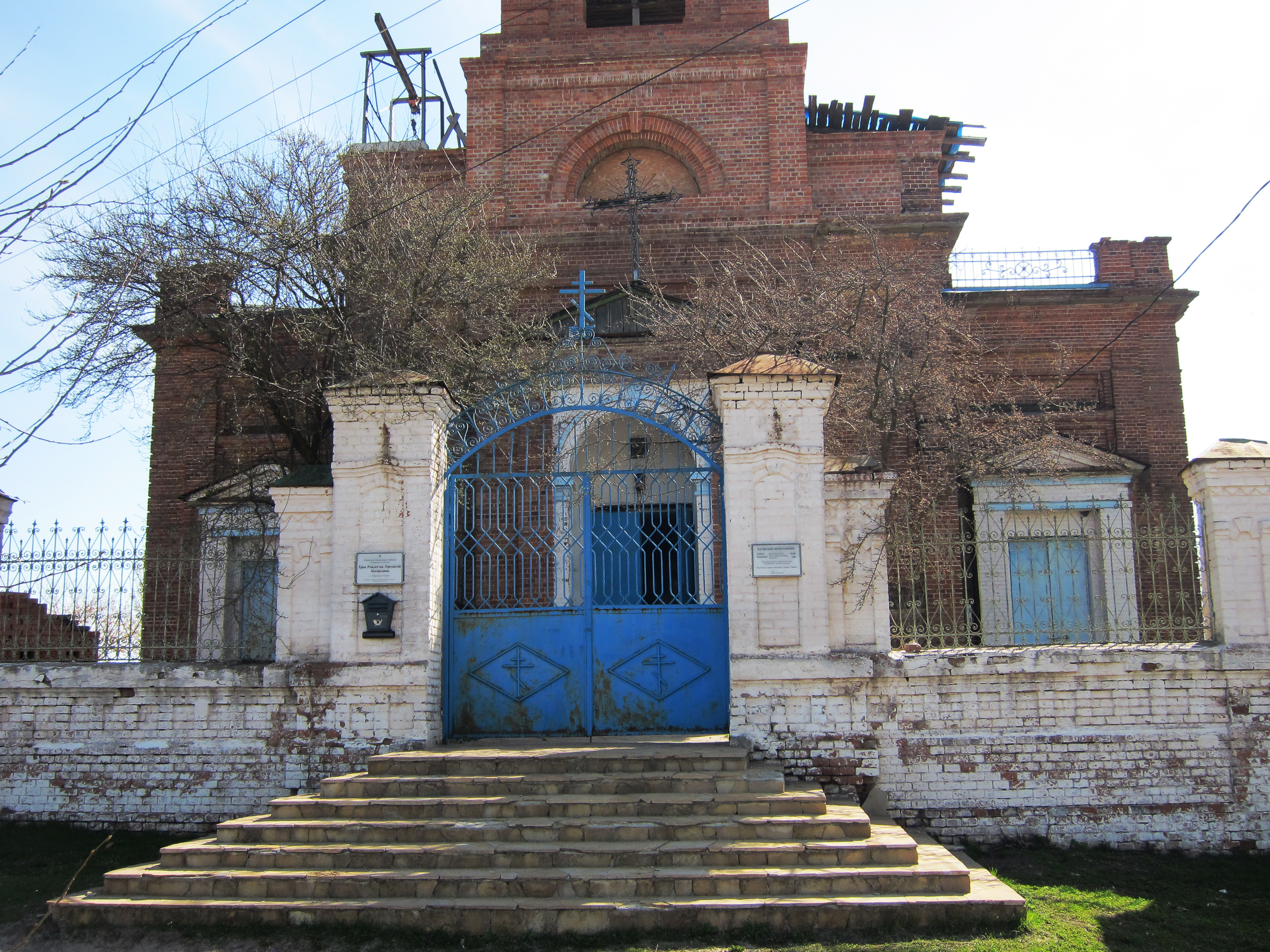
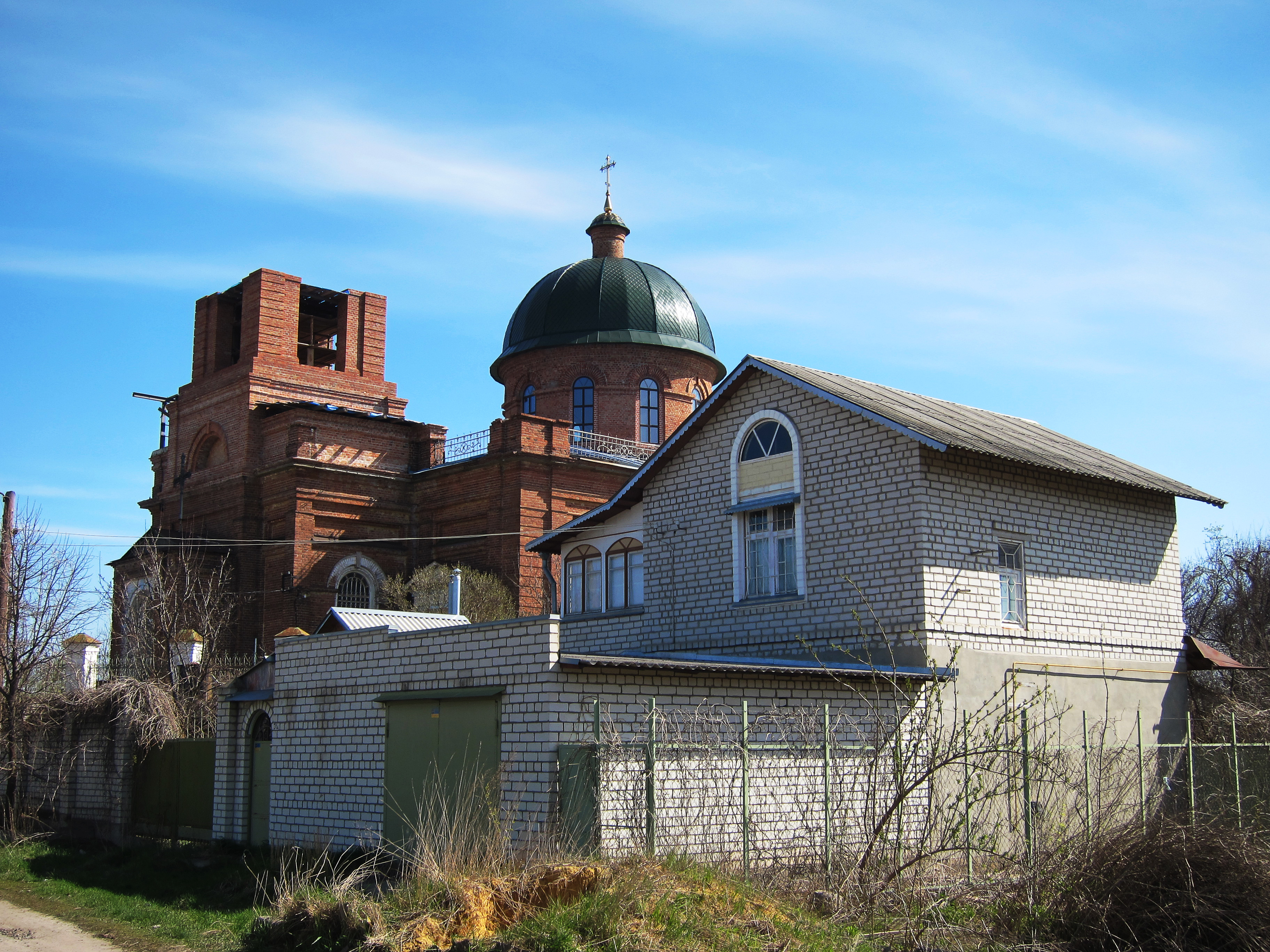
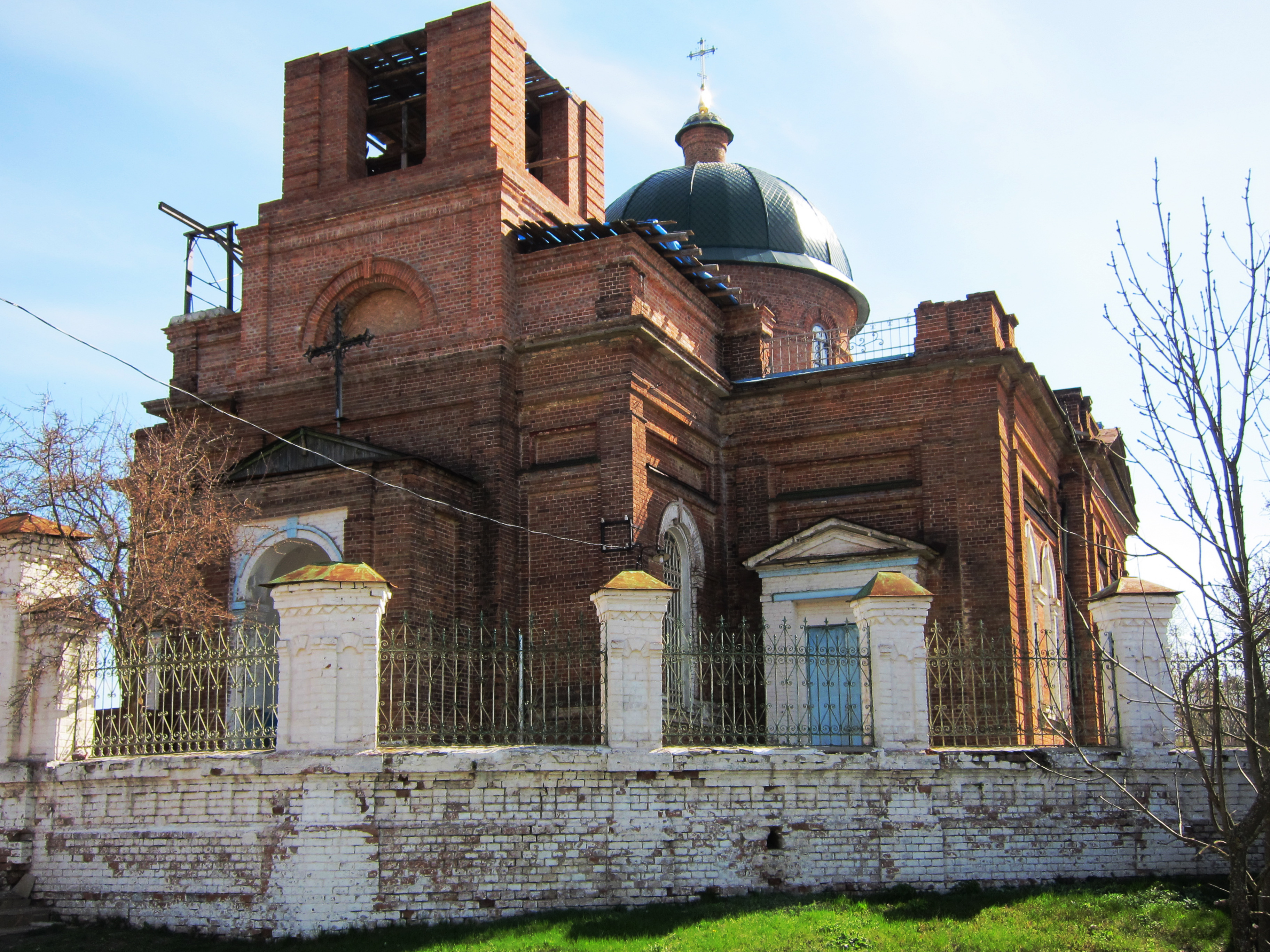
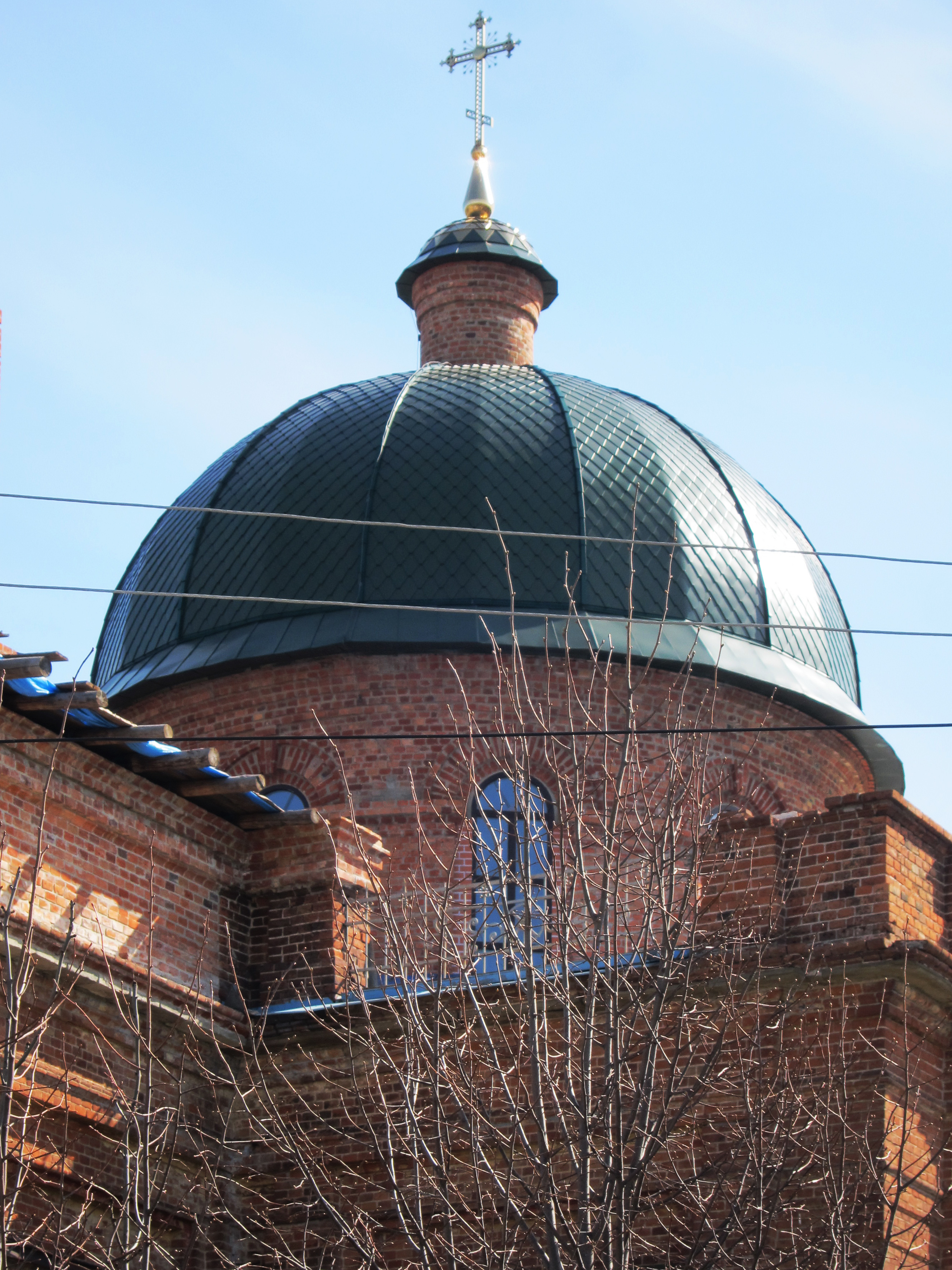
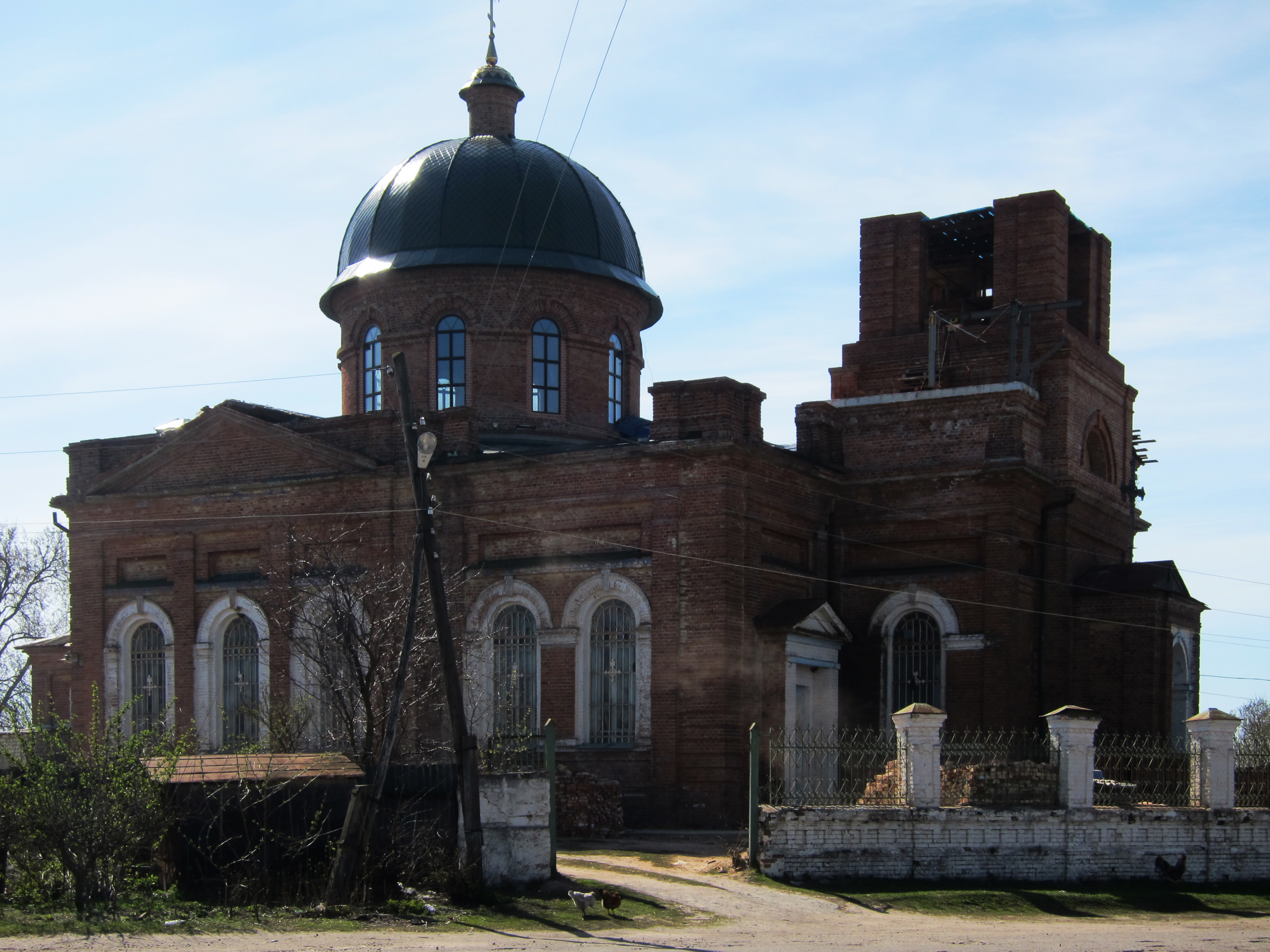
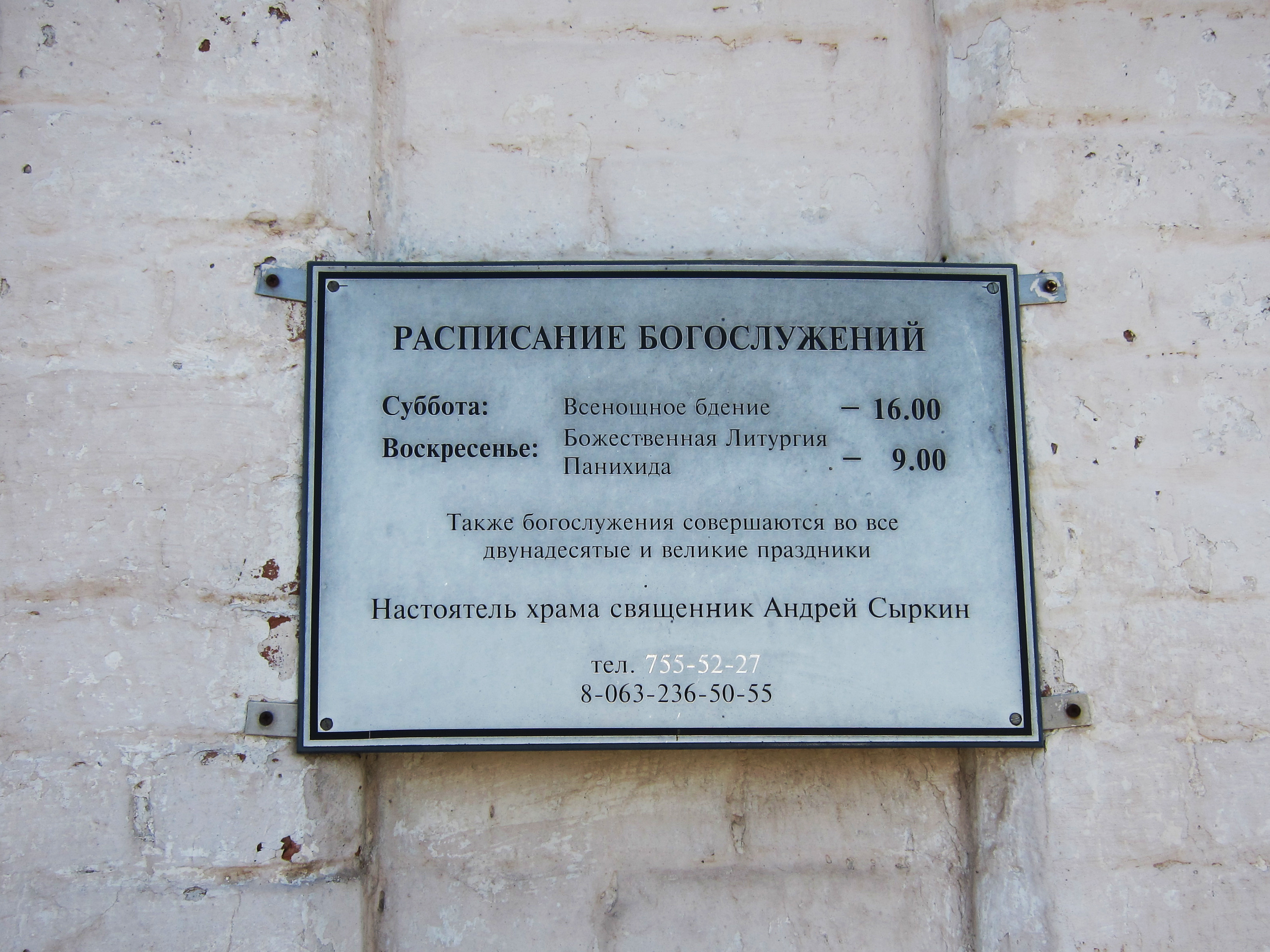
Розклад богослужінь у Храмі Різдва Пресвятої Богородиці, Черкаські Тишки
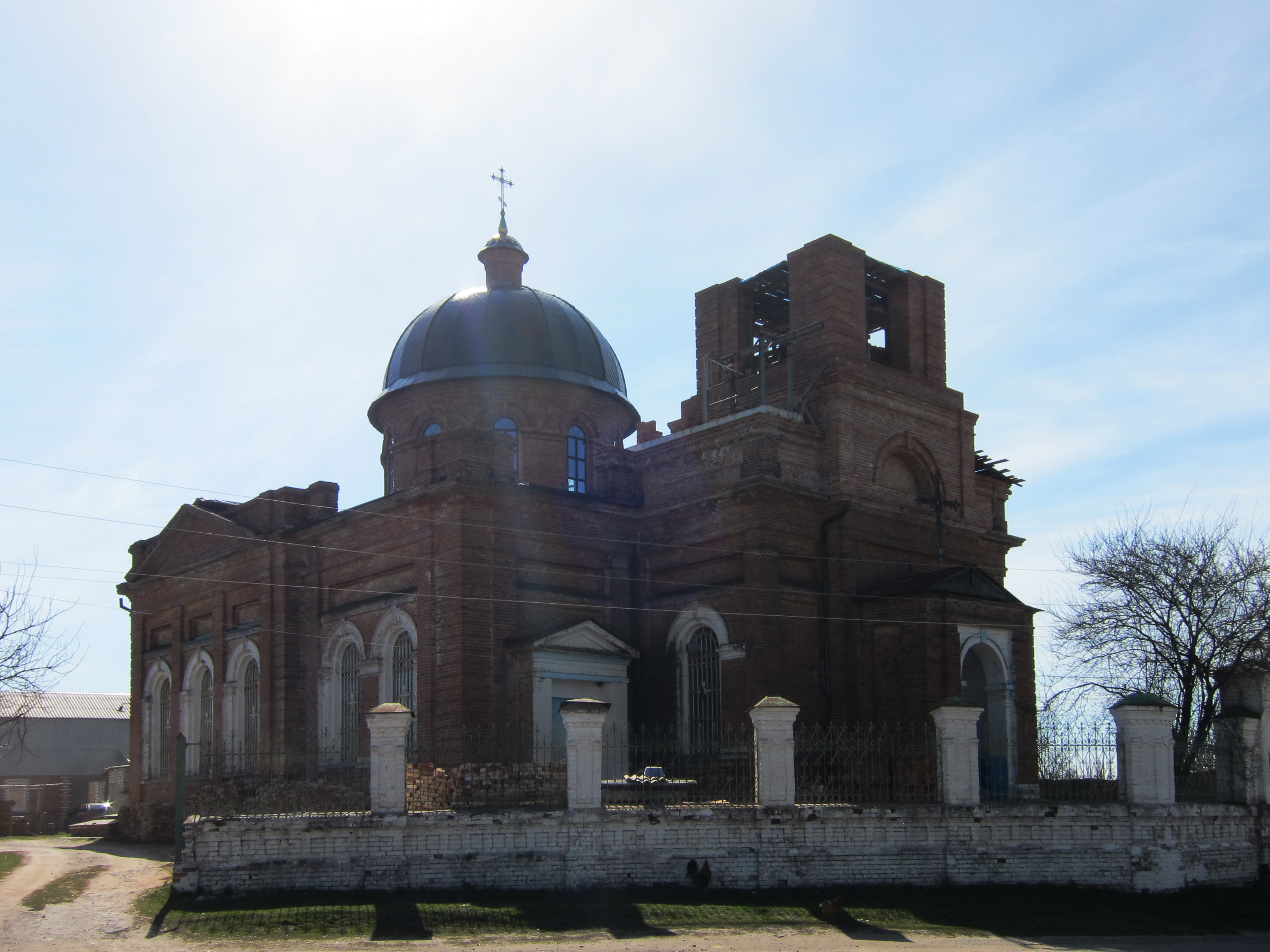
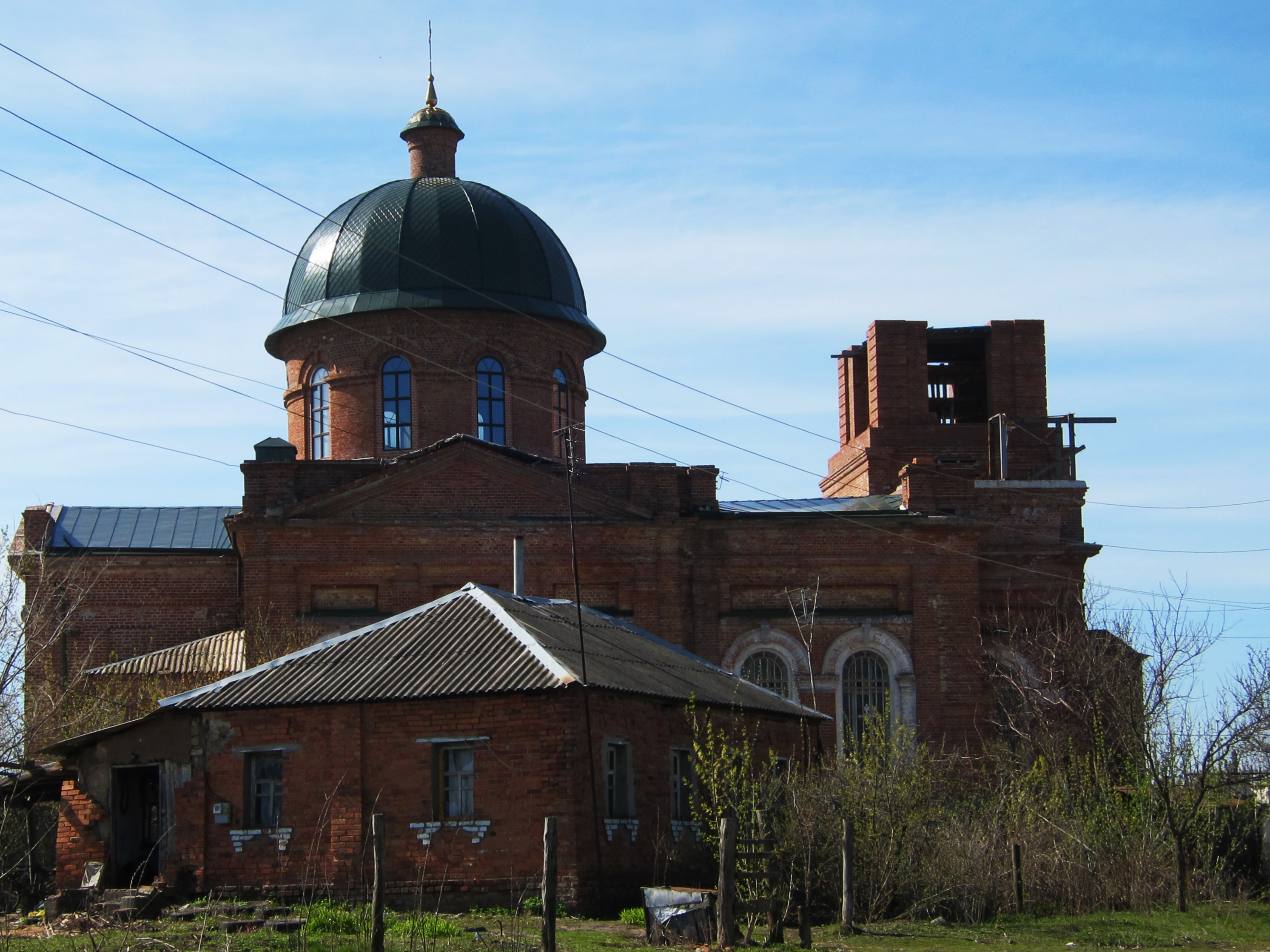
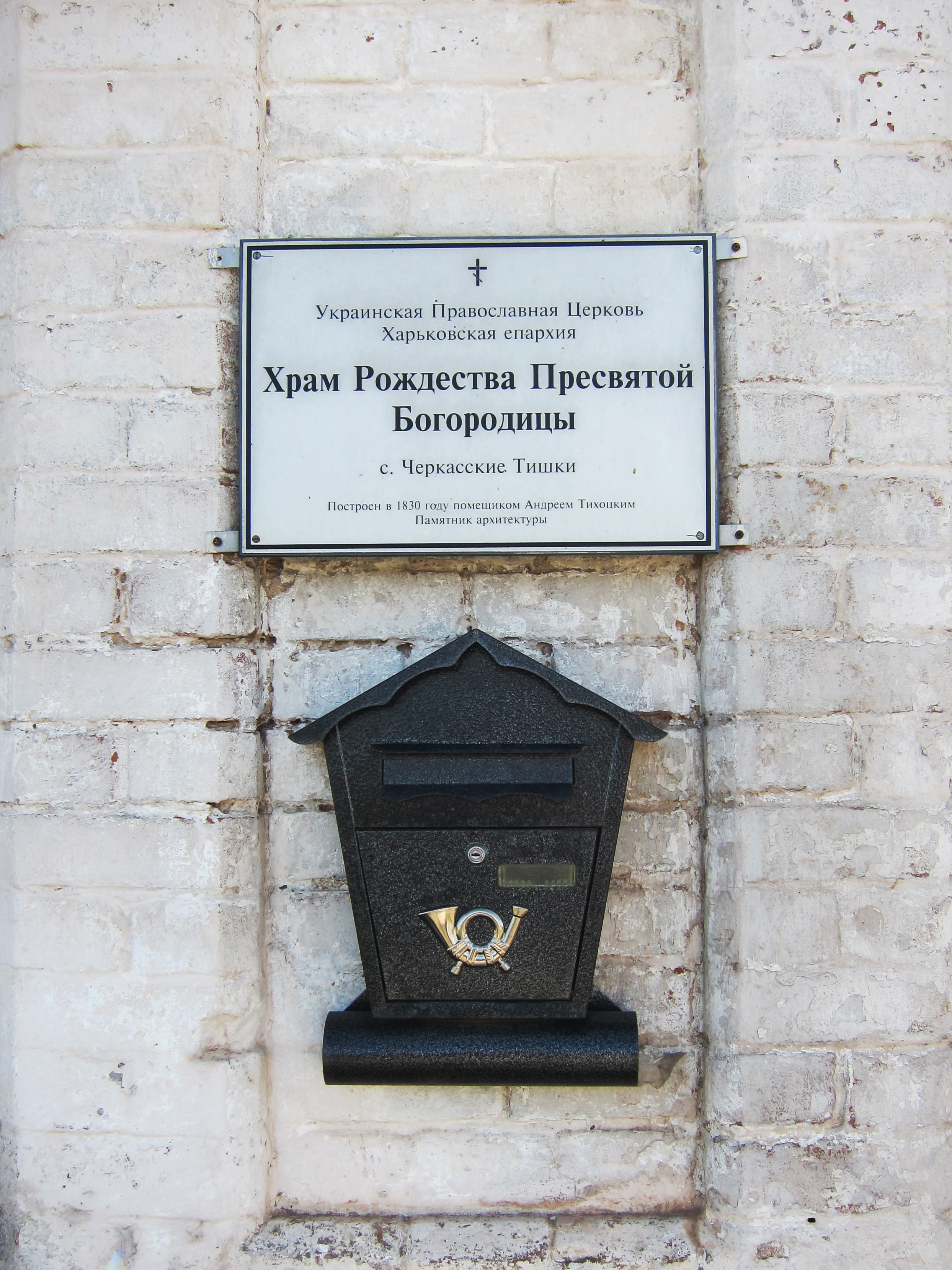

### Товариство з обмеженою відповідальністю "Відродження"

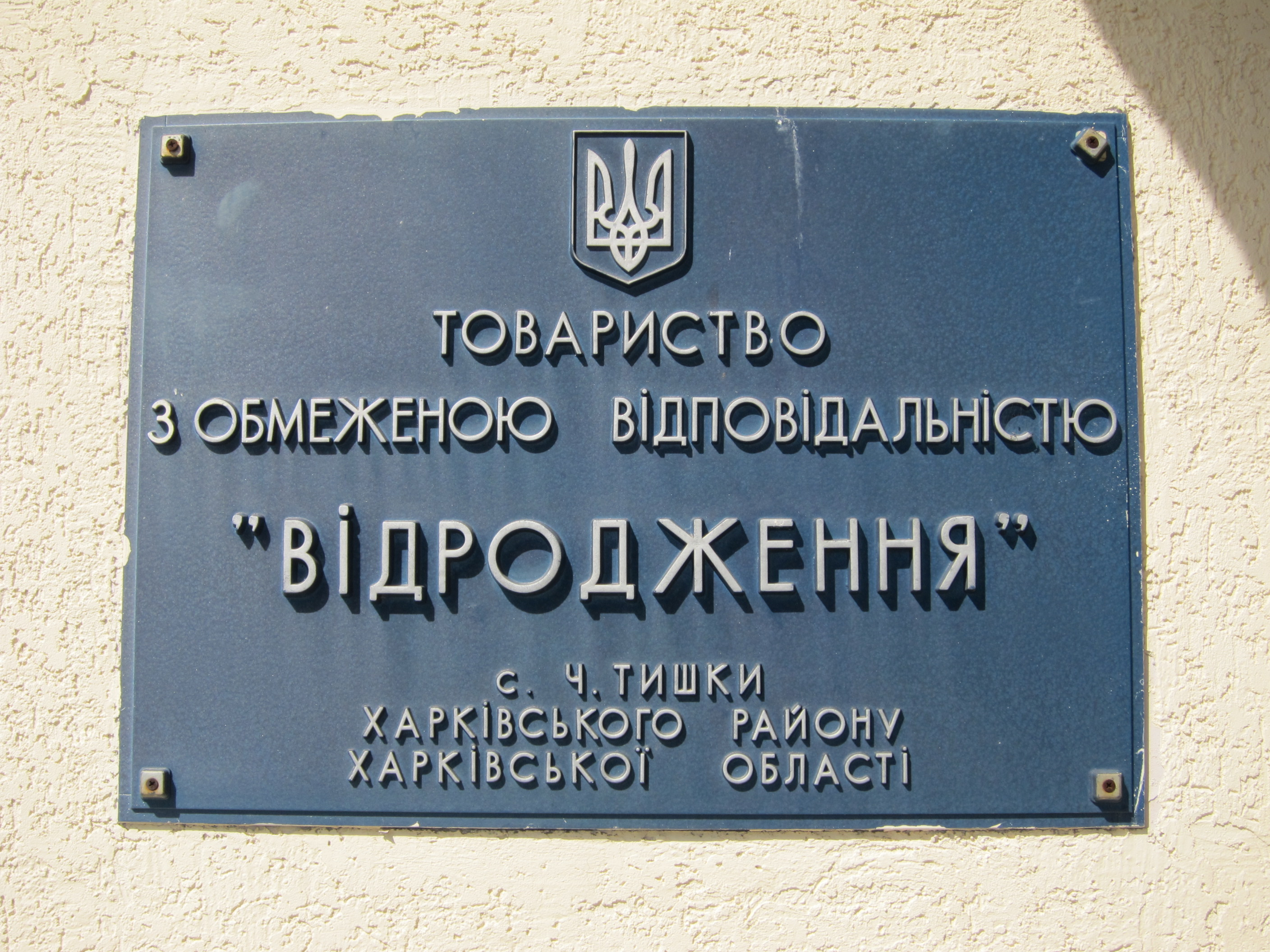
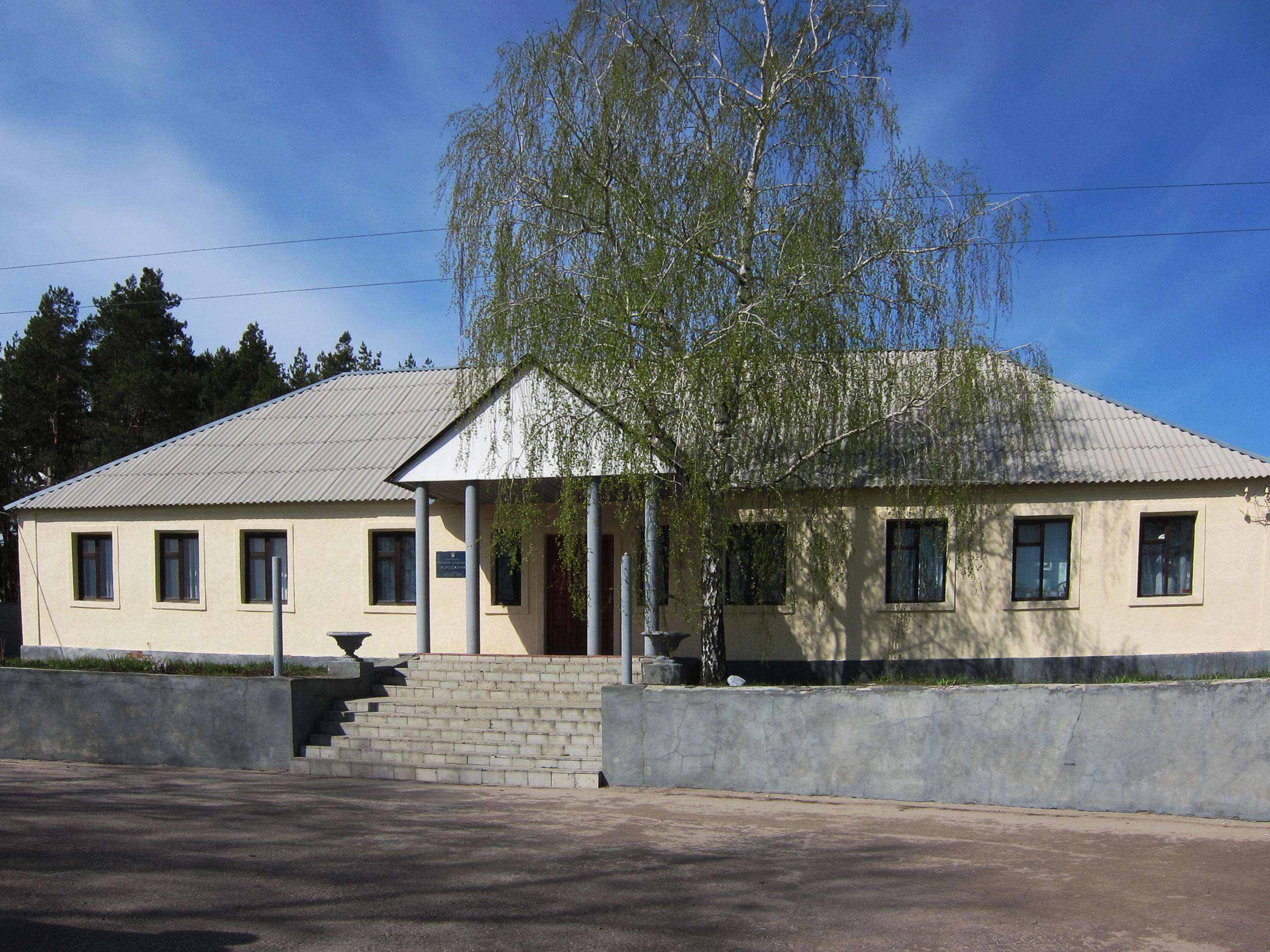
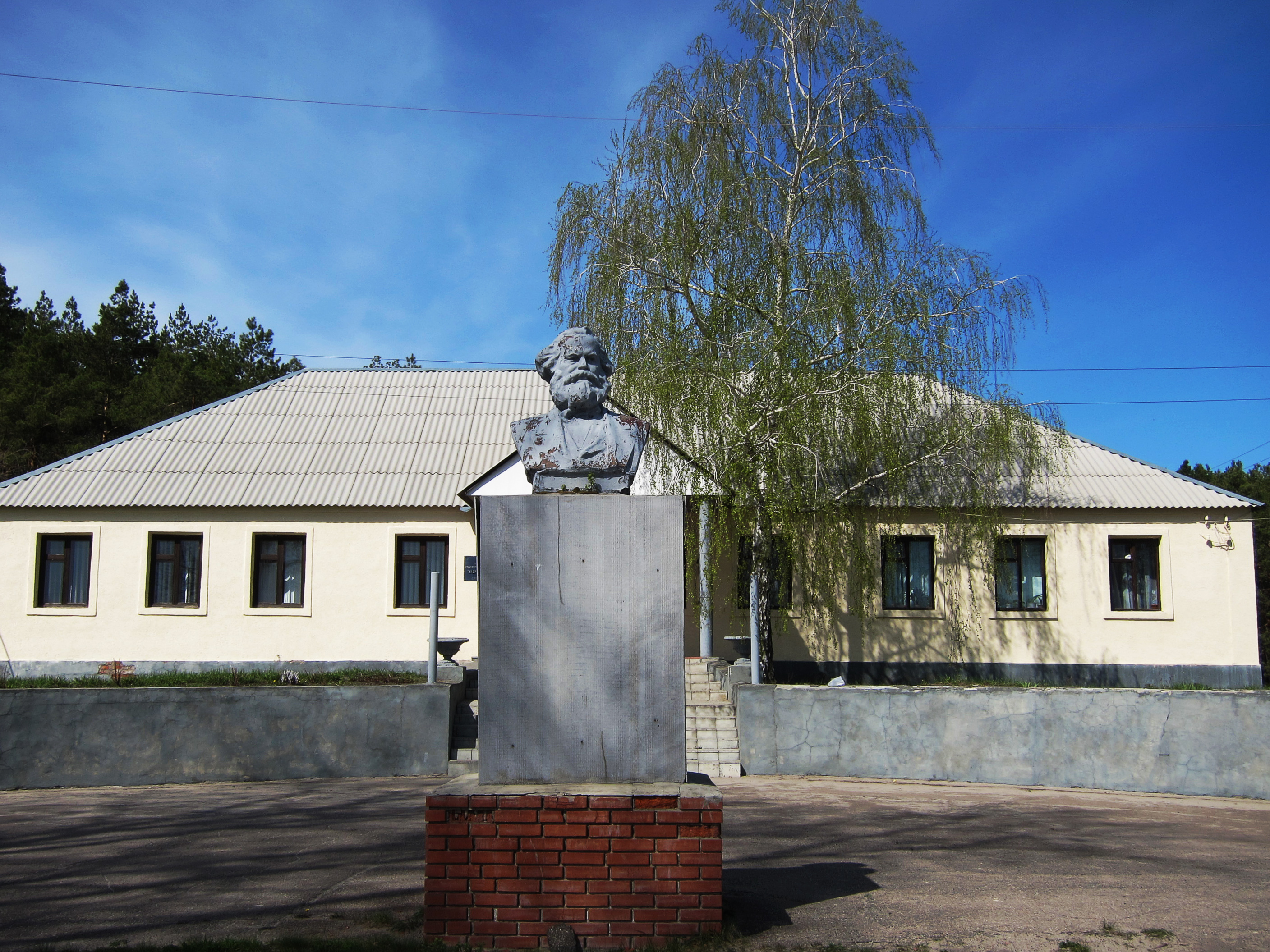
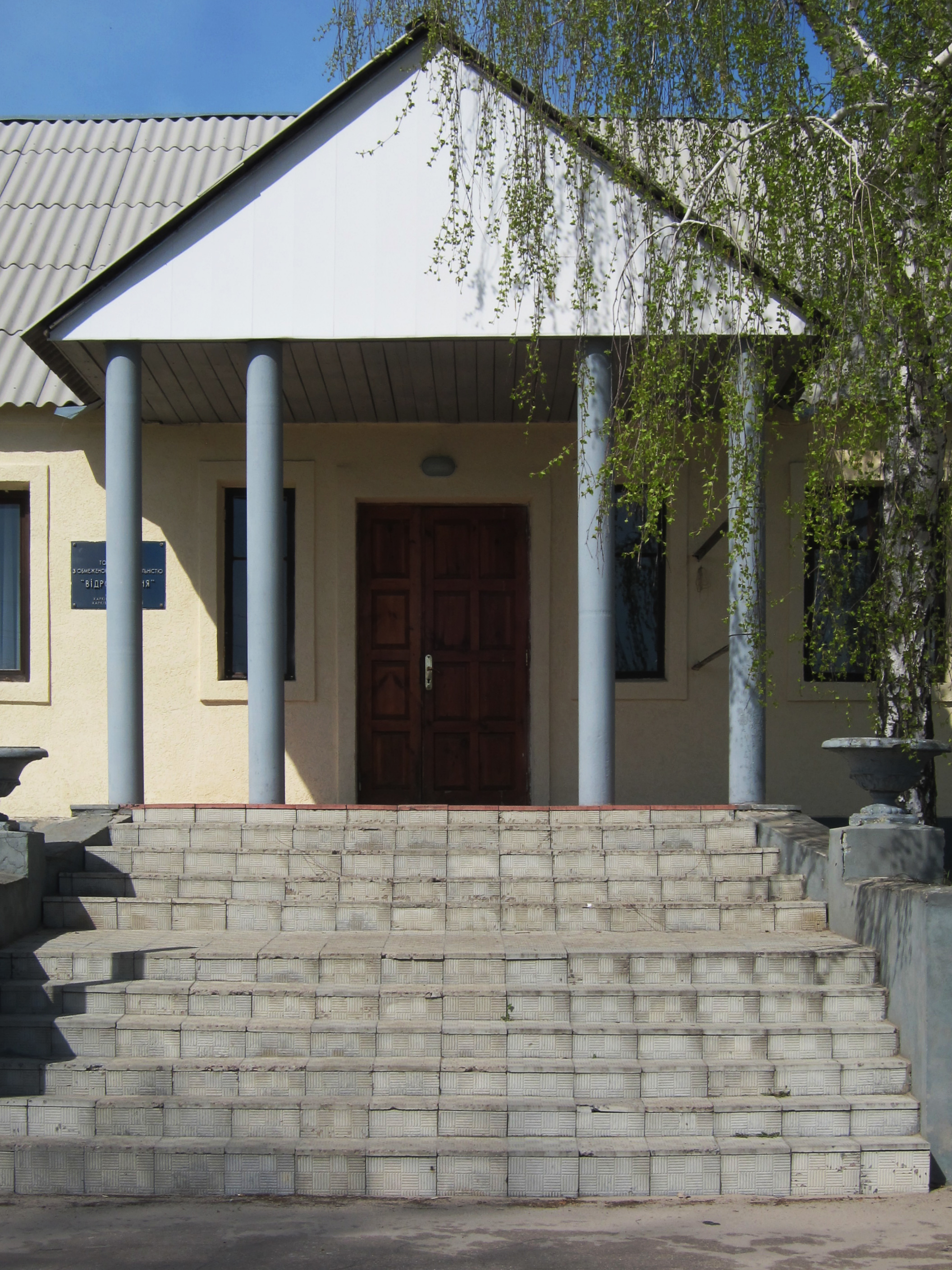
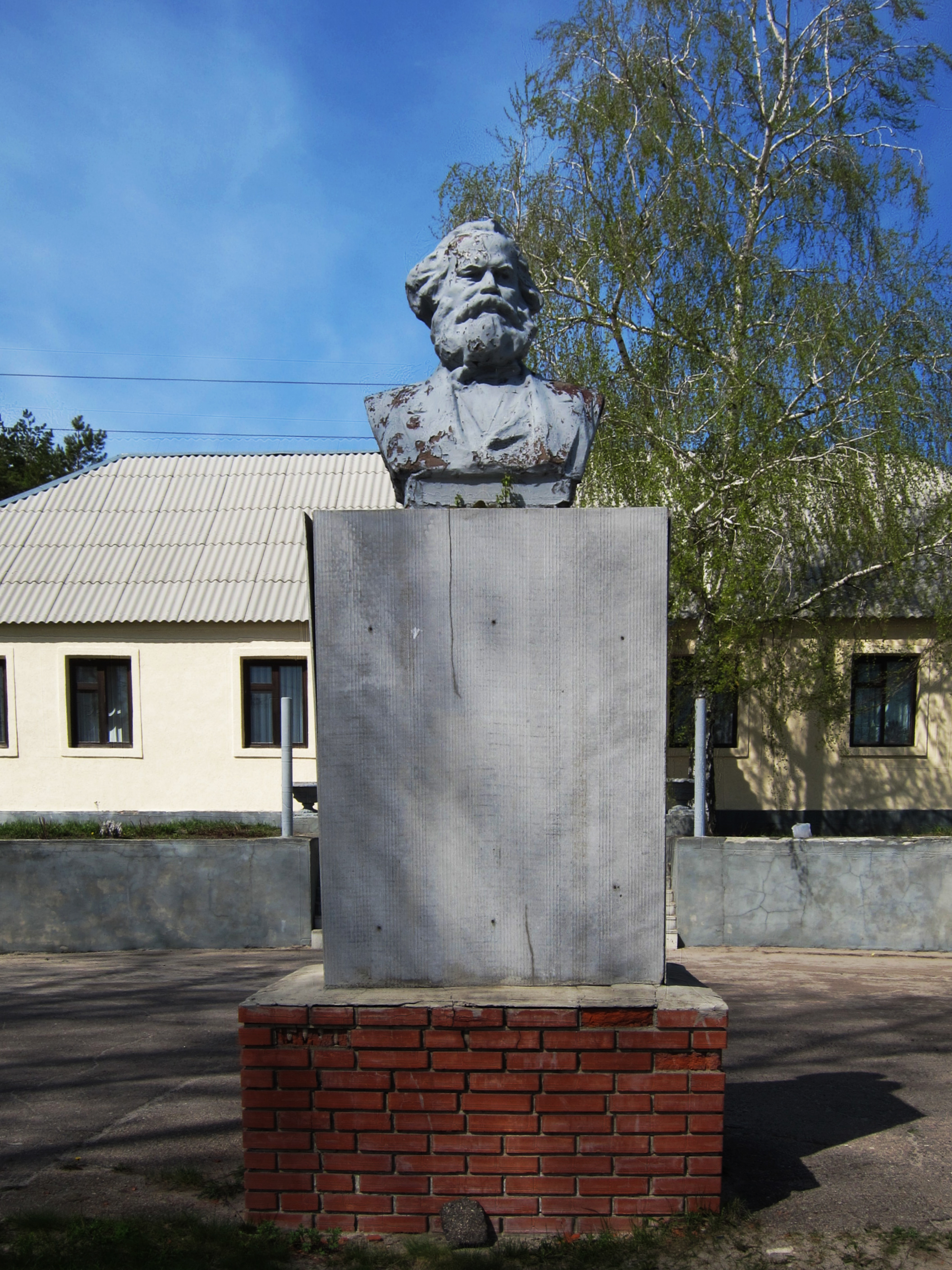
Пам'ятник Карлу Марксу, повалений 24 лютого 2016 року

### Меморіал пам'яті героям-односельцям

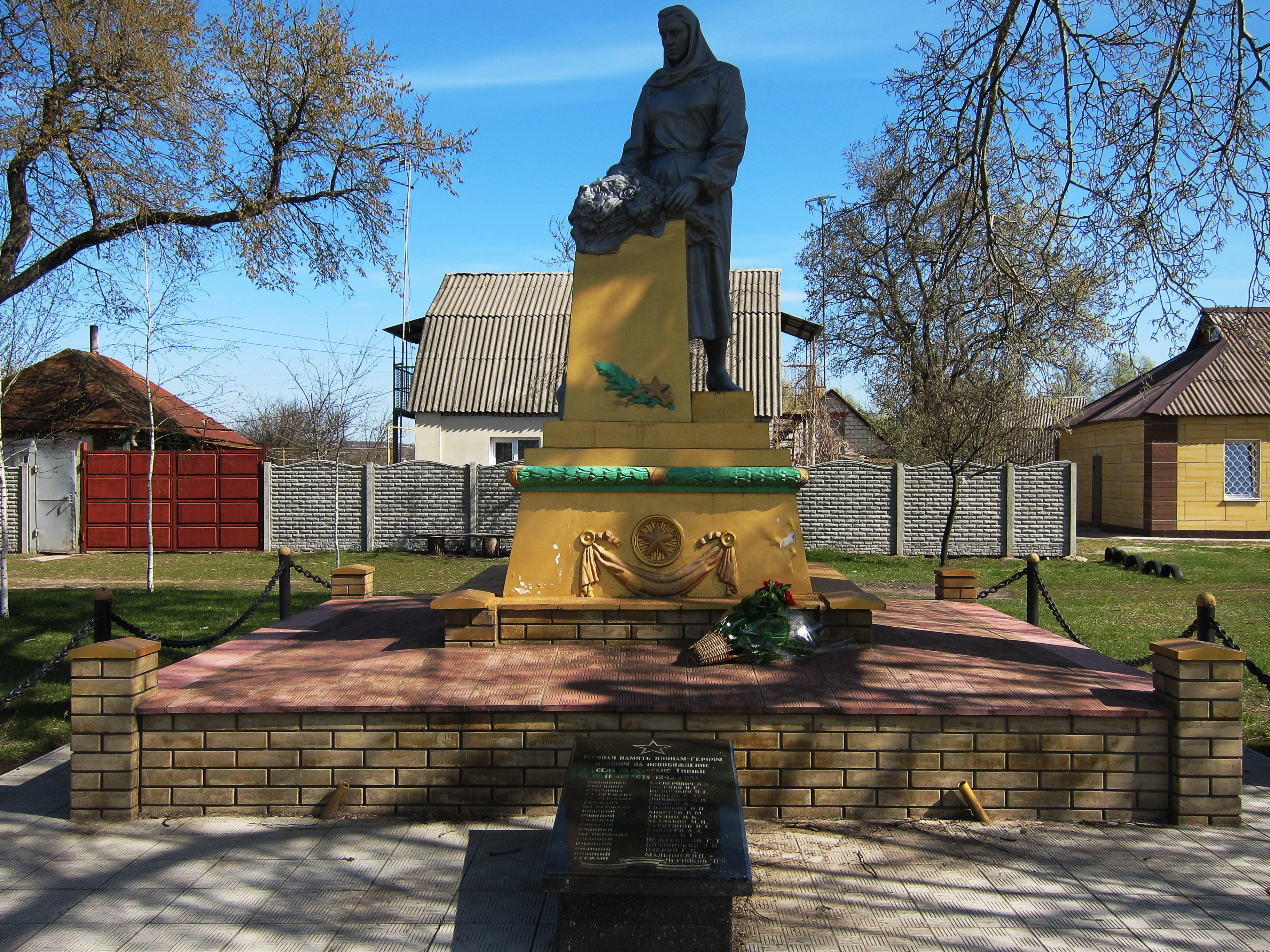
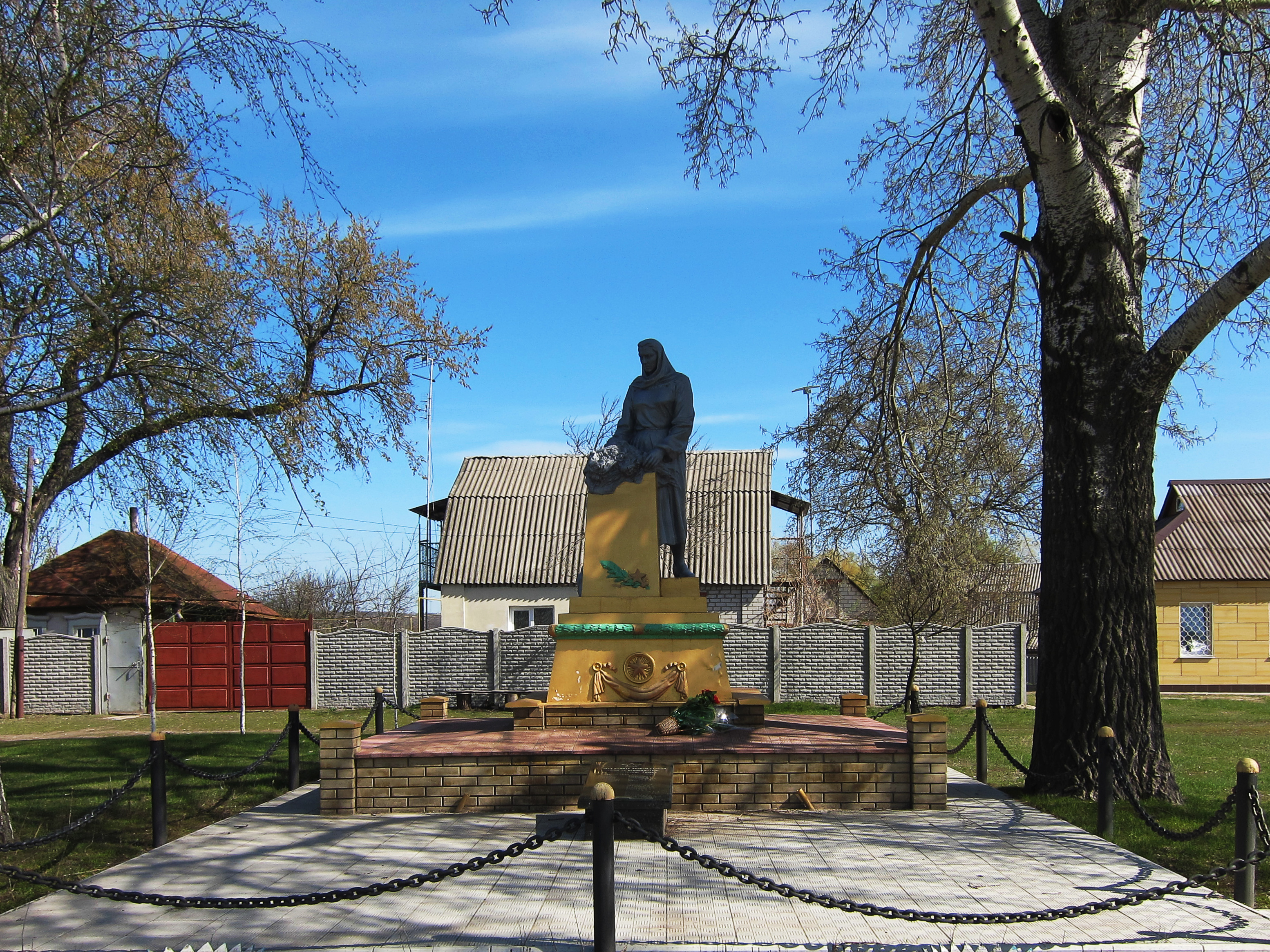
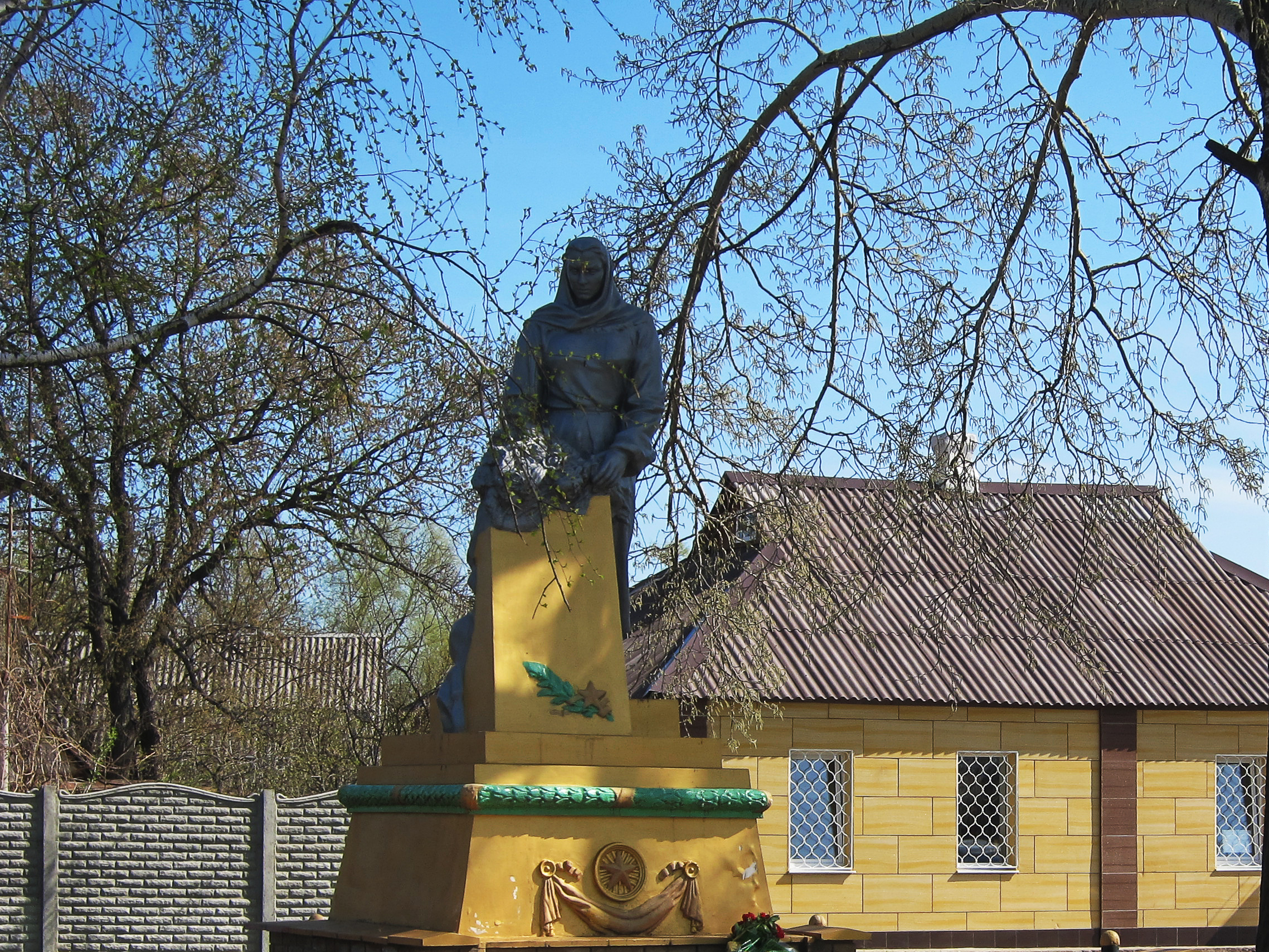
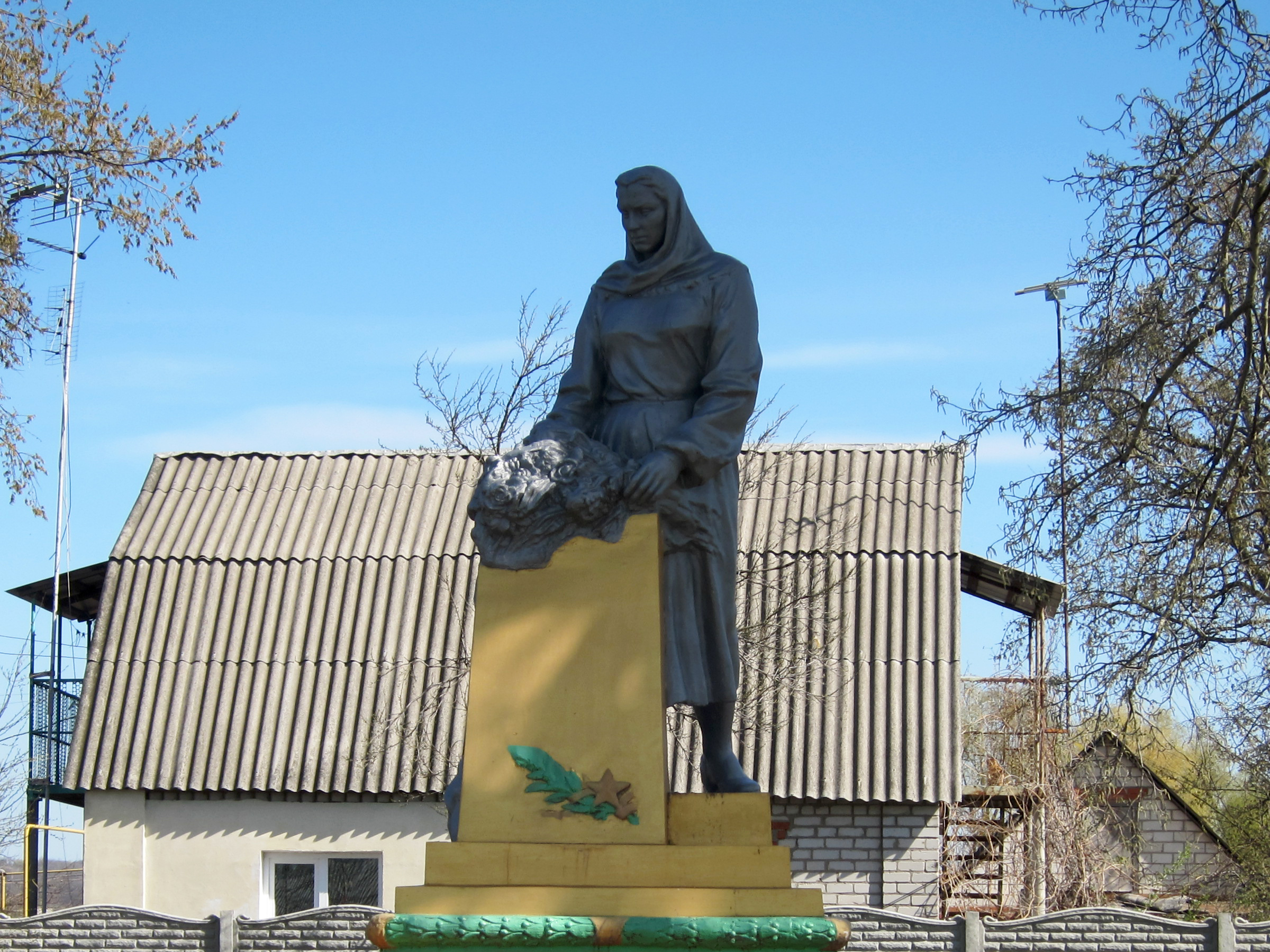
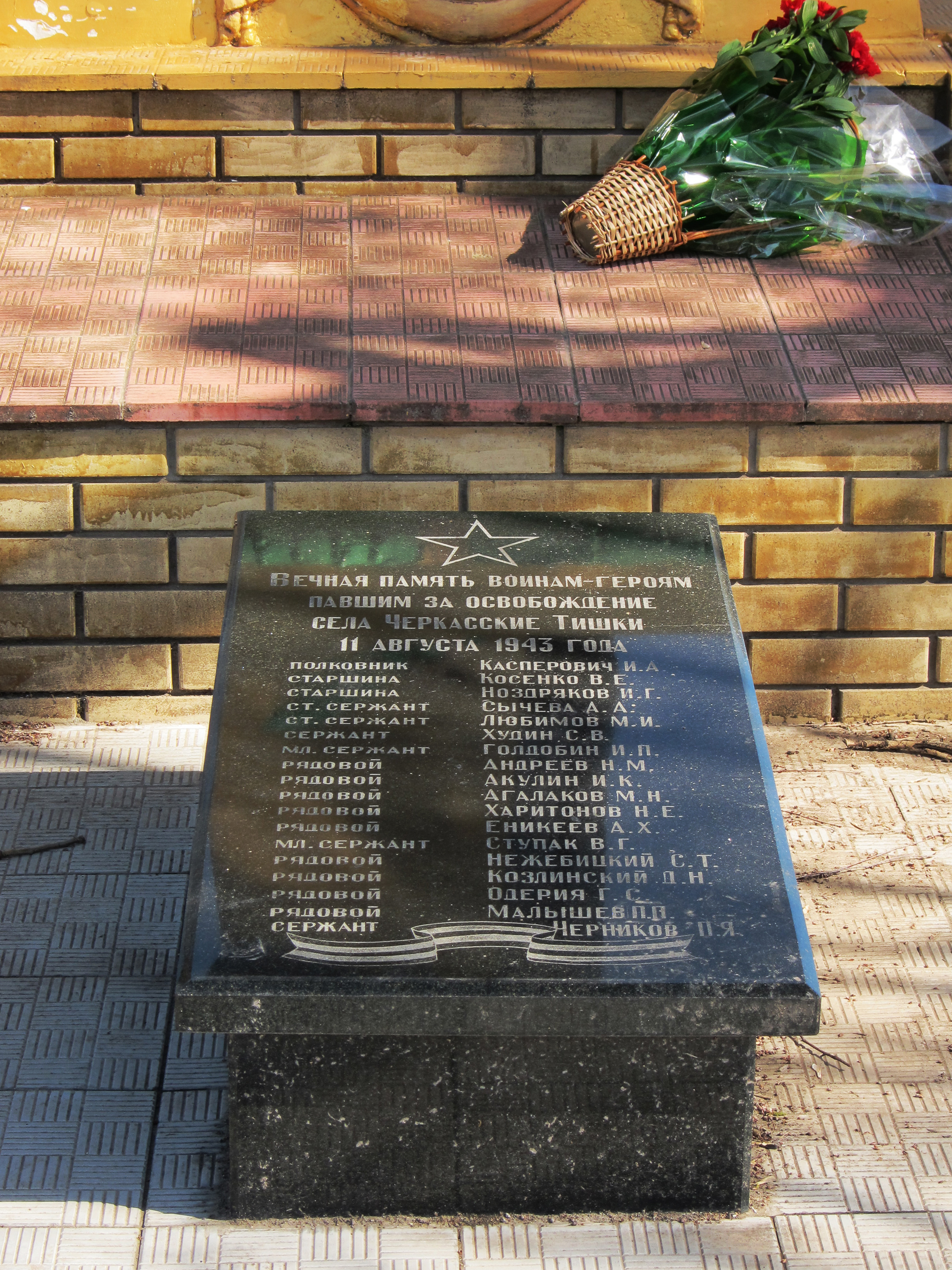

## Галерея

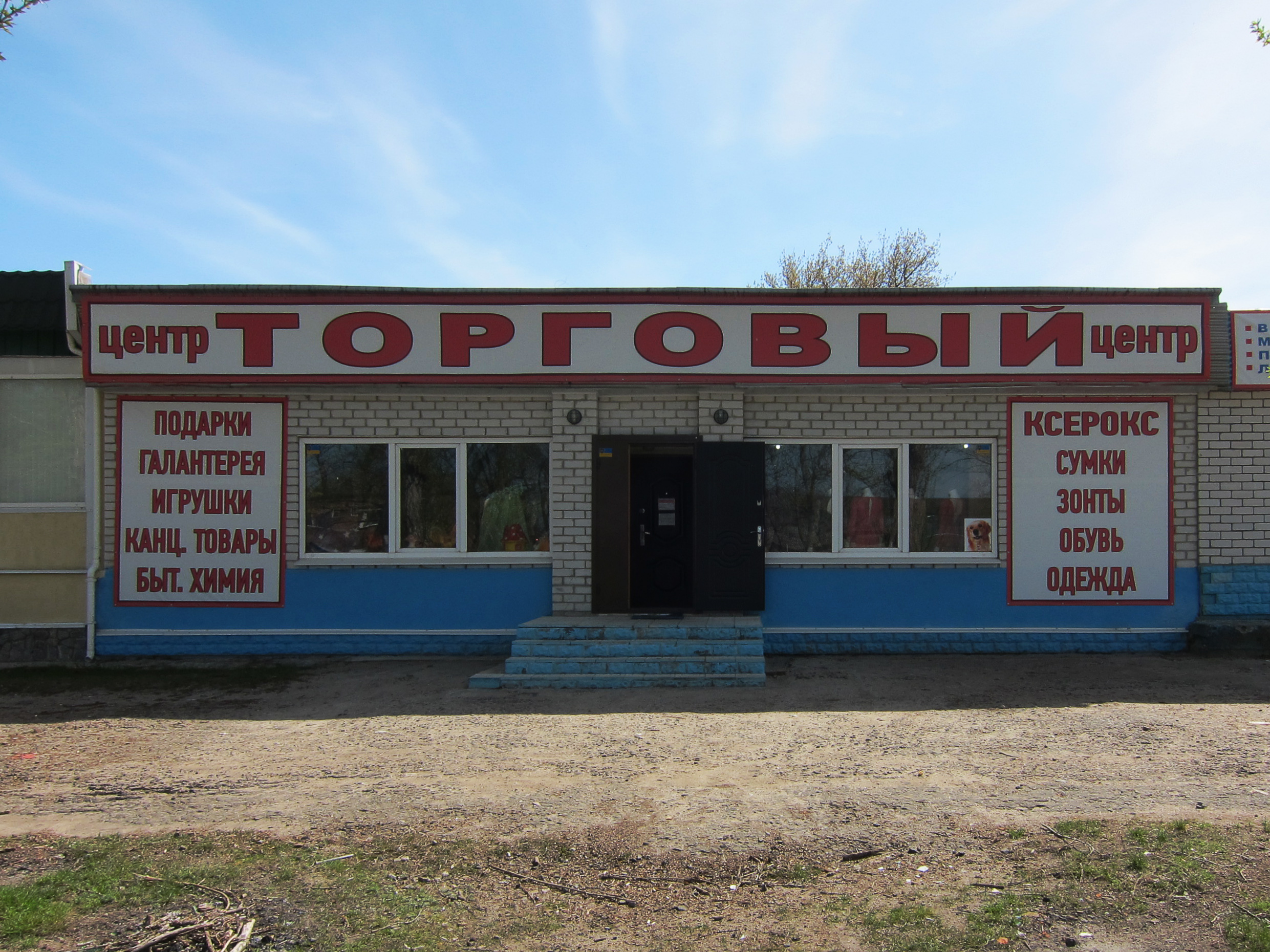
Торговий центр
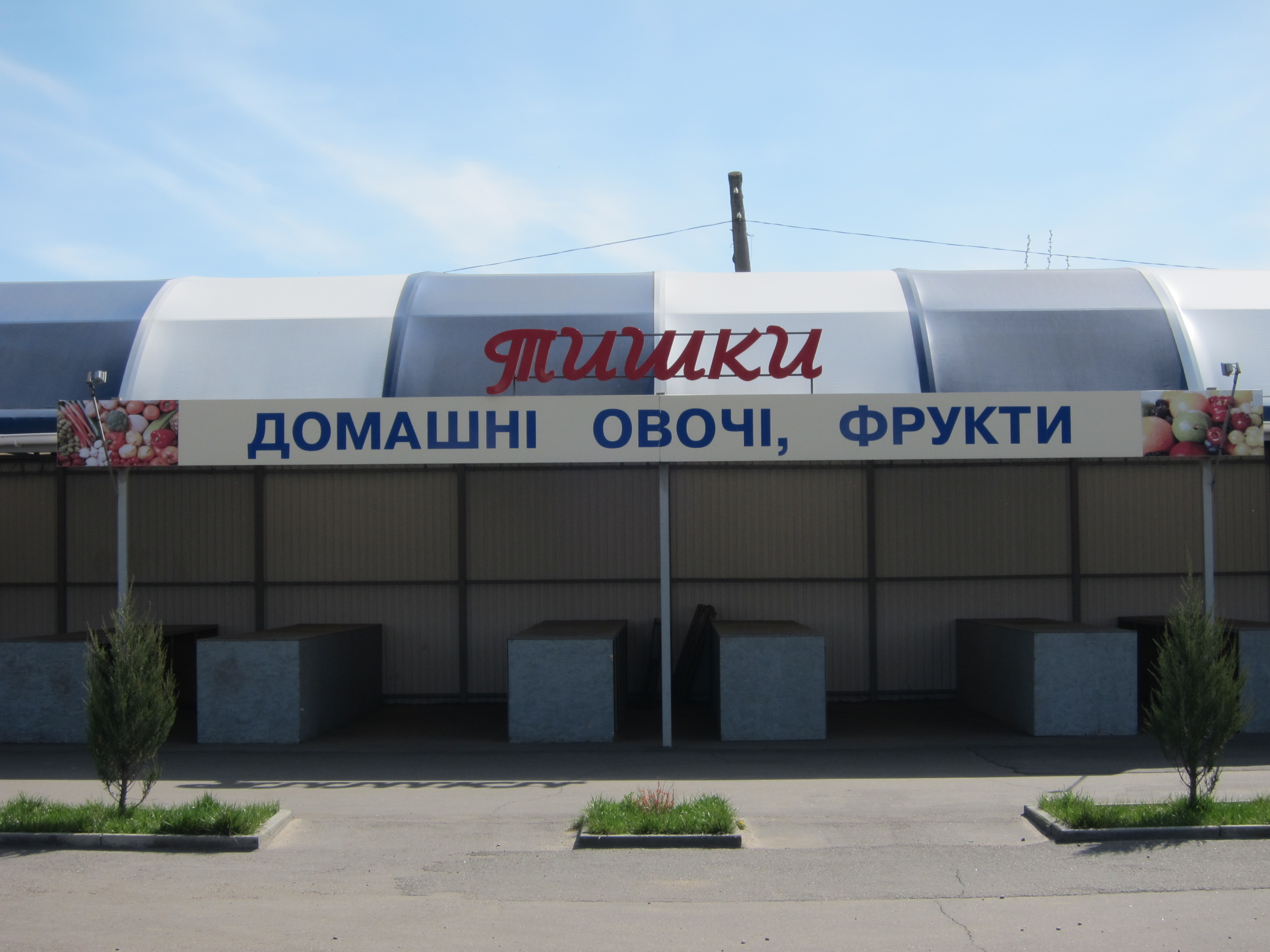
Ринок
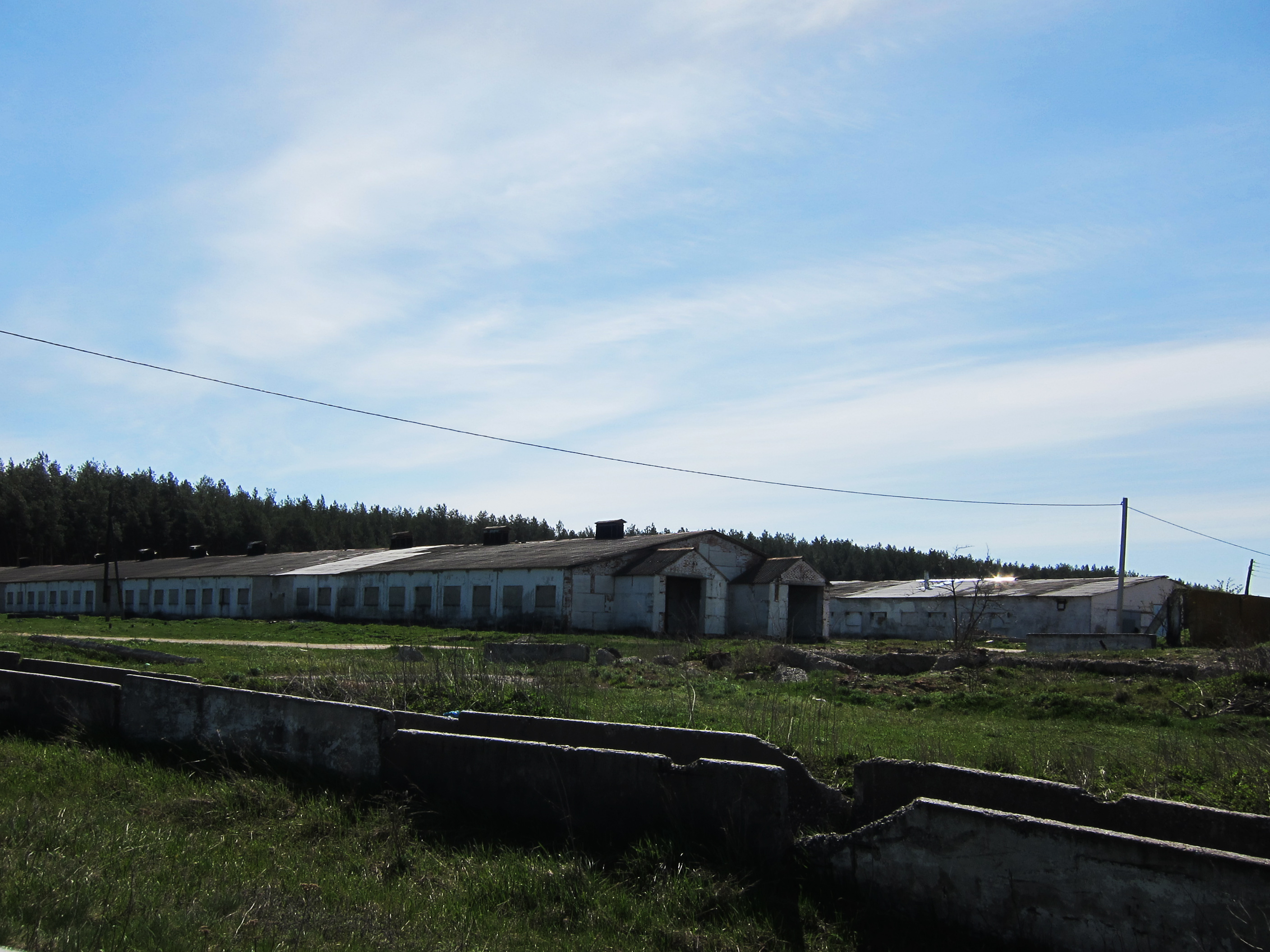
Коровник
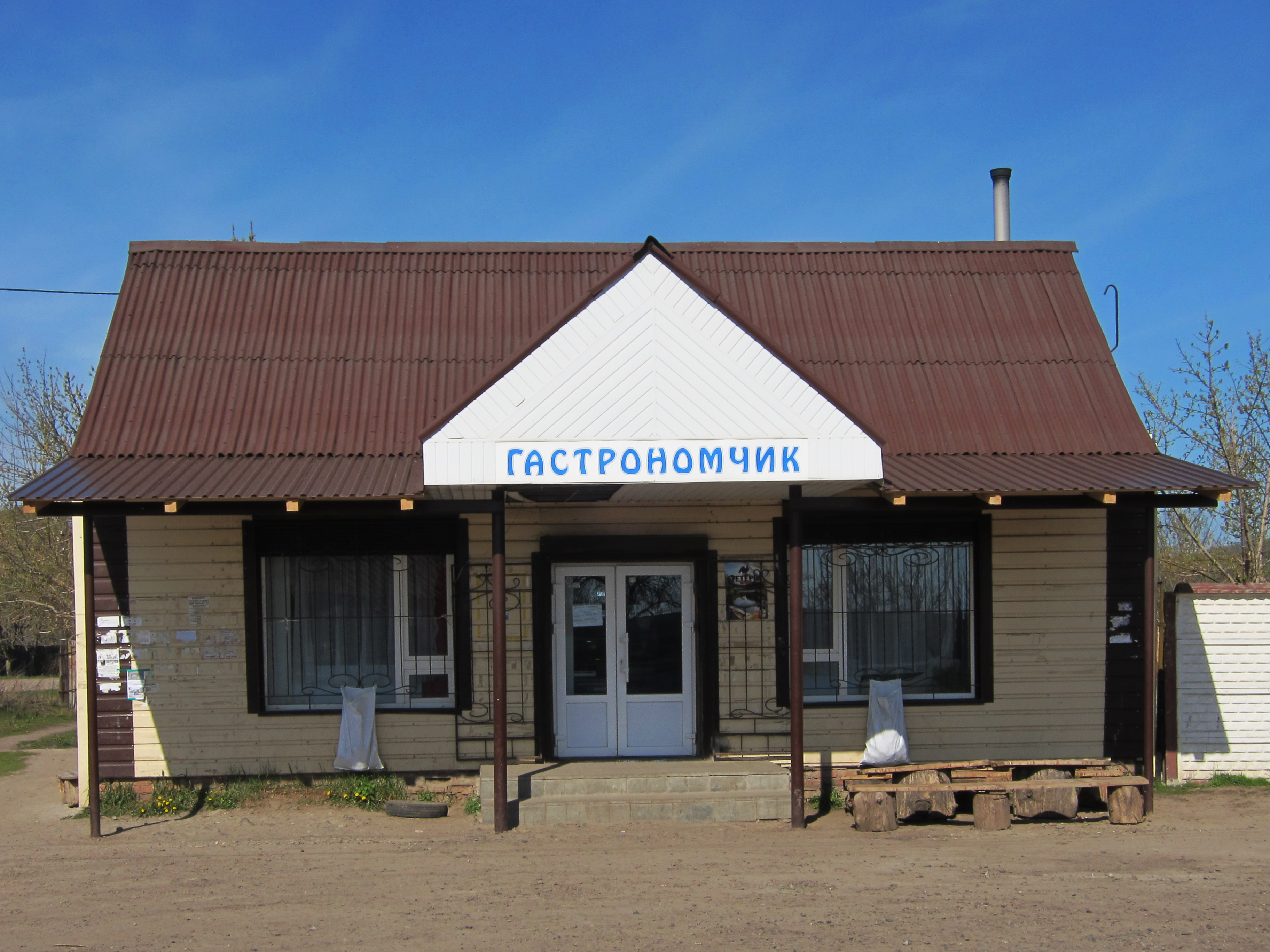
Магазин
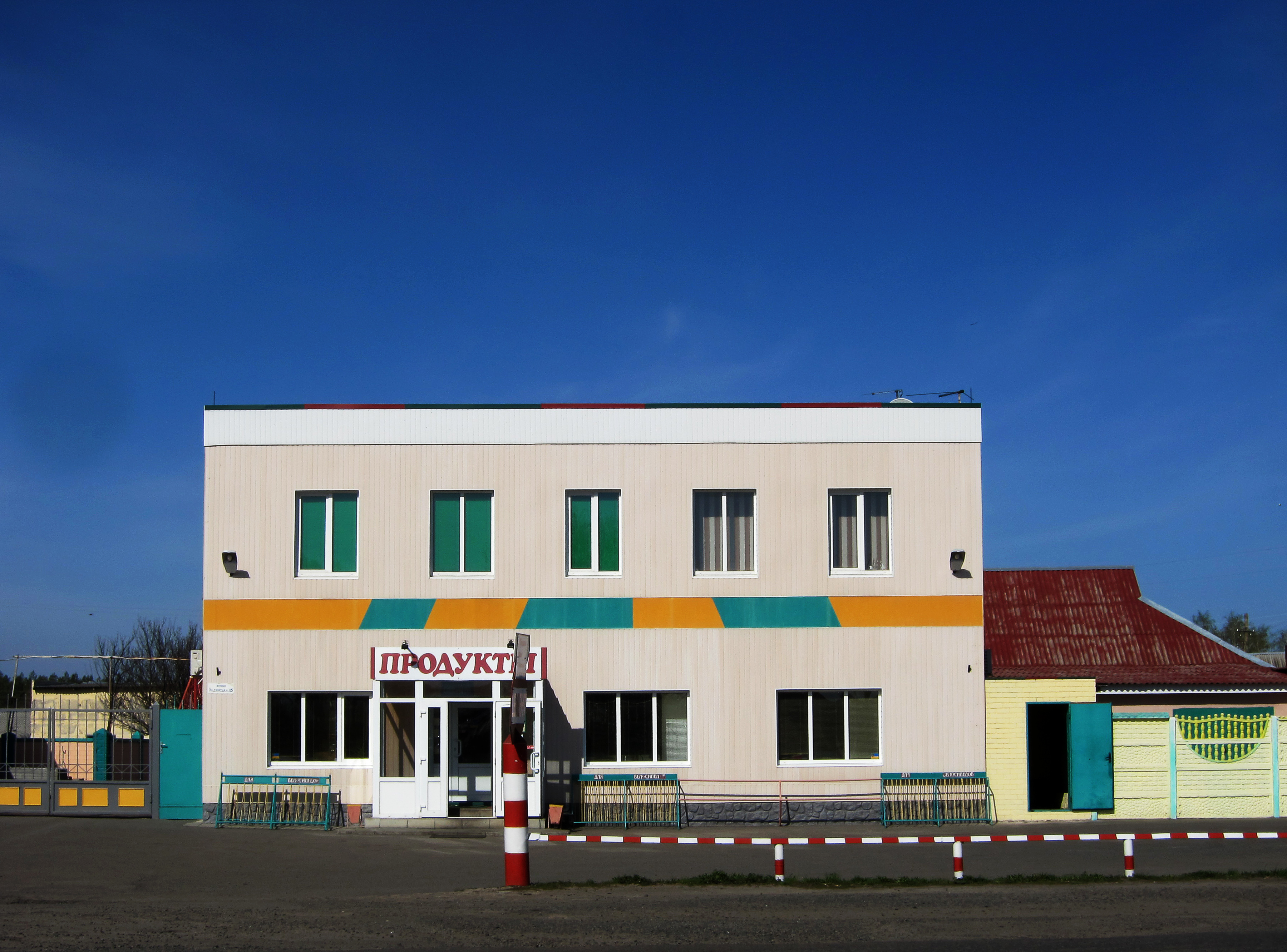
Автобусна зупинка біля селища
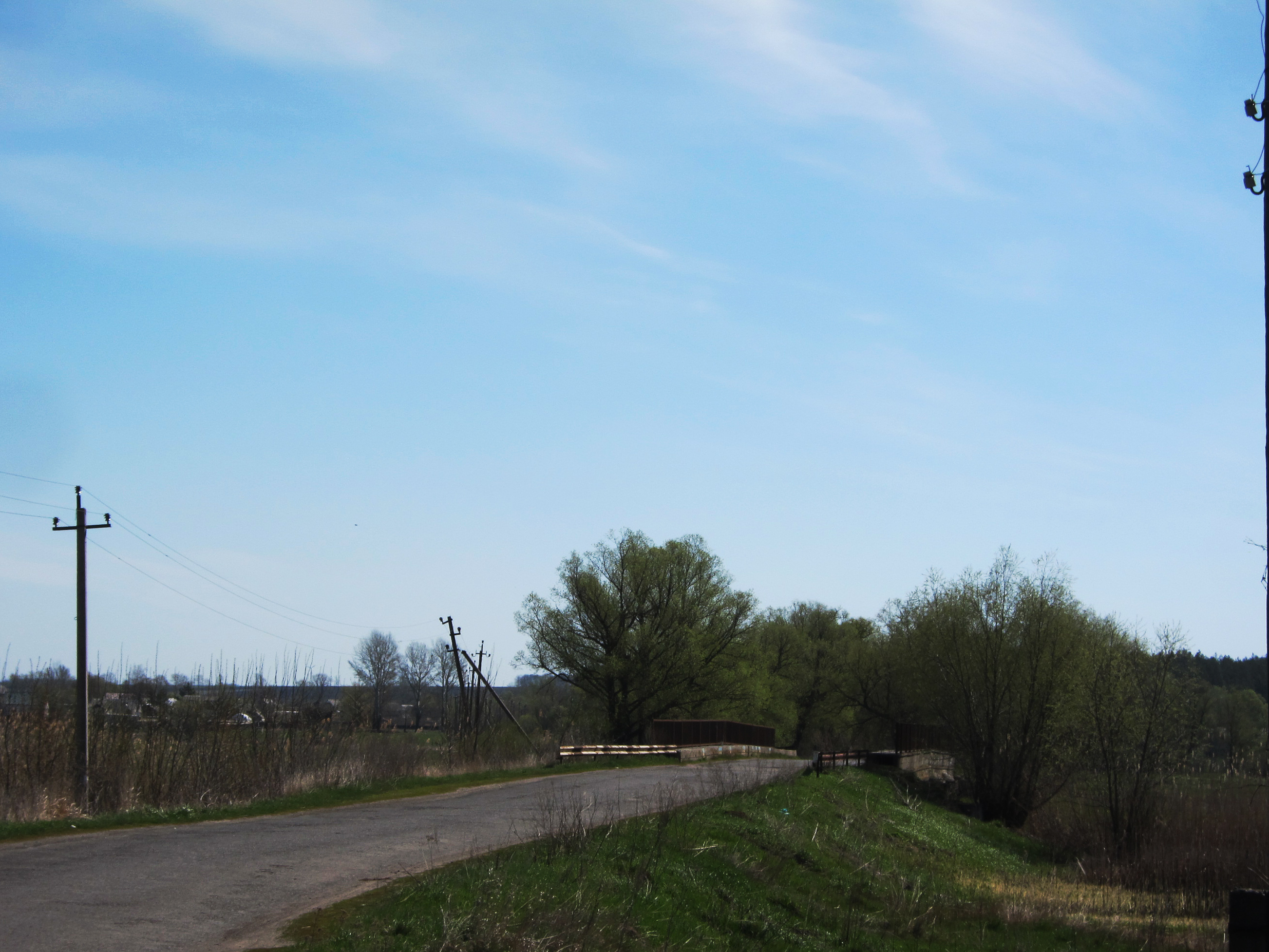
Міст через річку
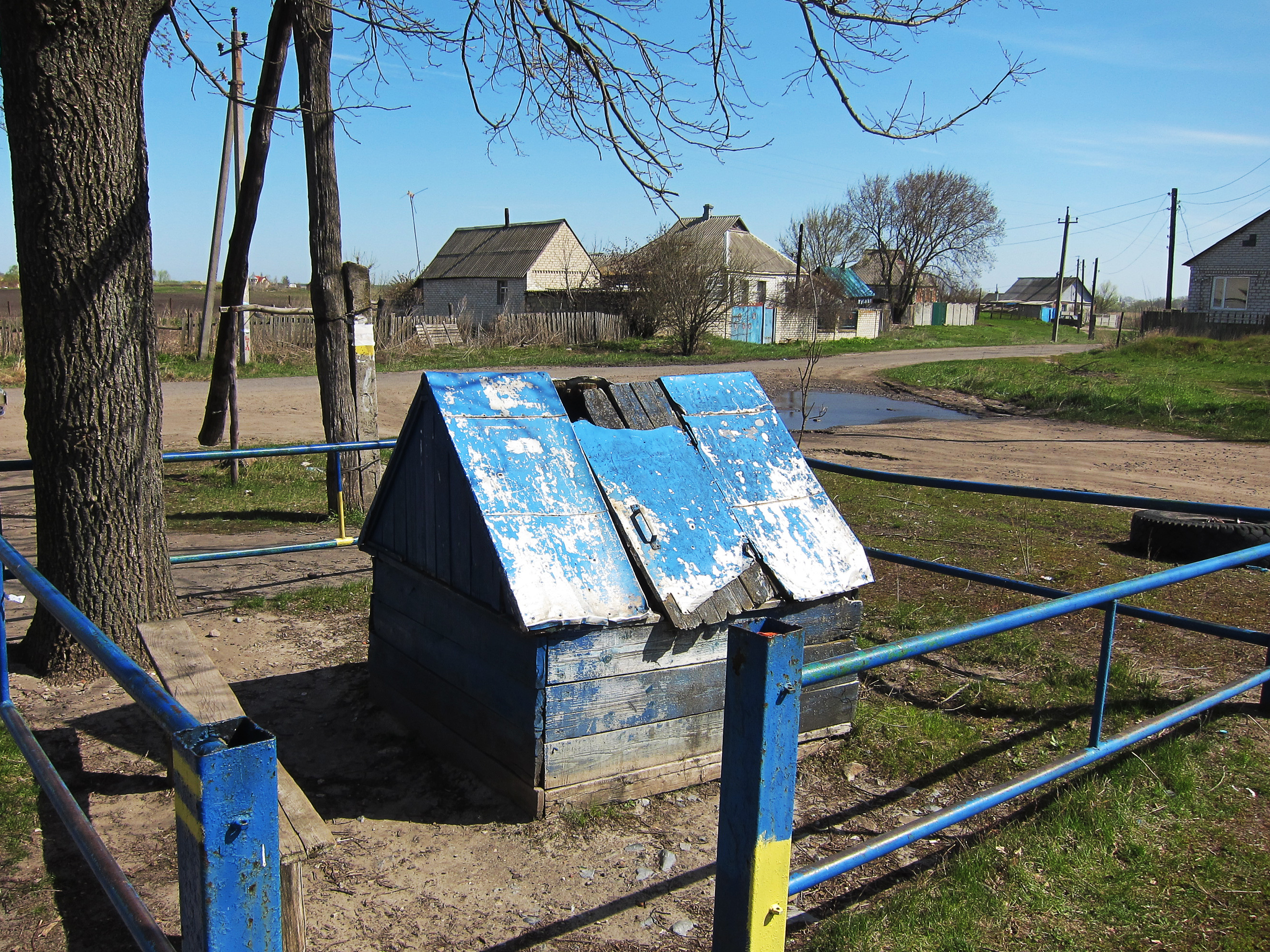
Колодязь
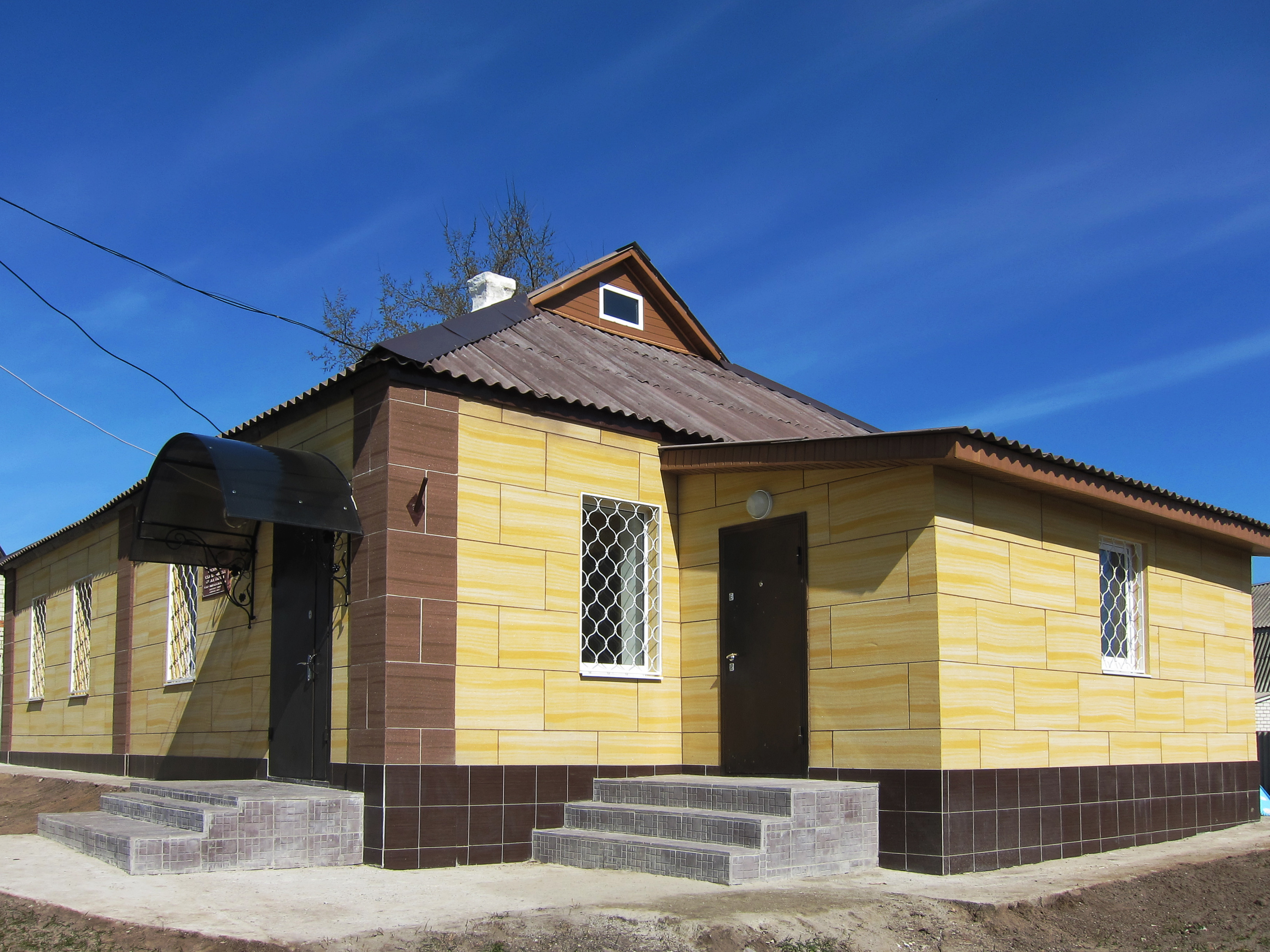
Черкасько - Тишківський сільський клуб та Черкасько - Тишківська сільська бібліотека
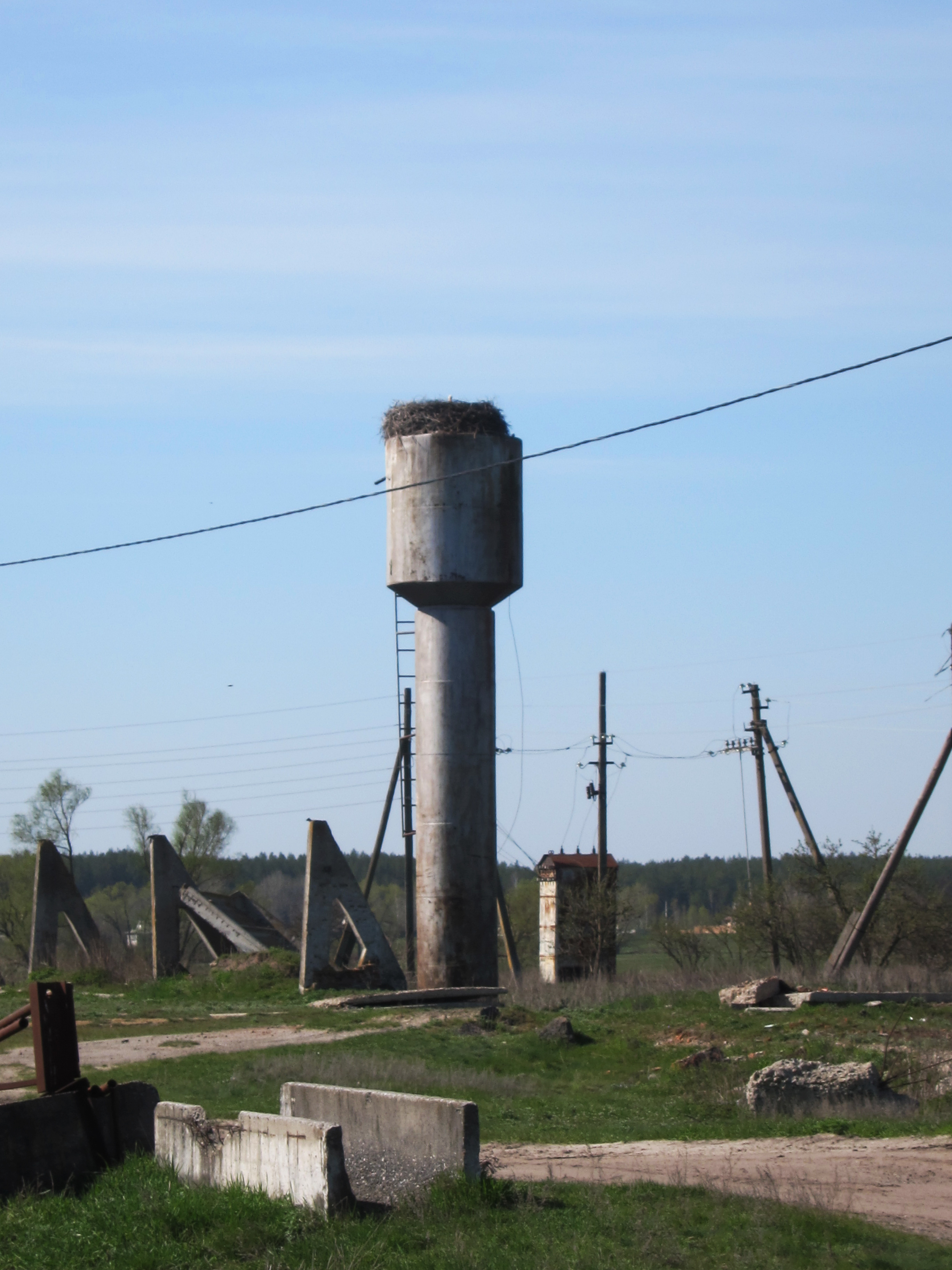
Водонапірна башта
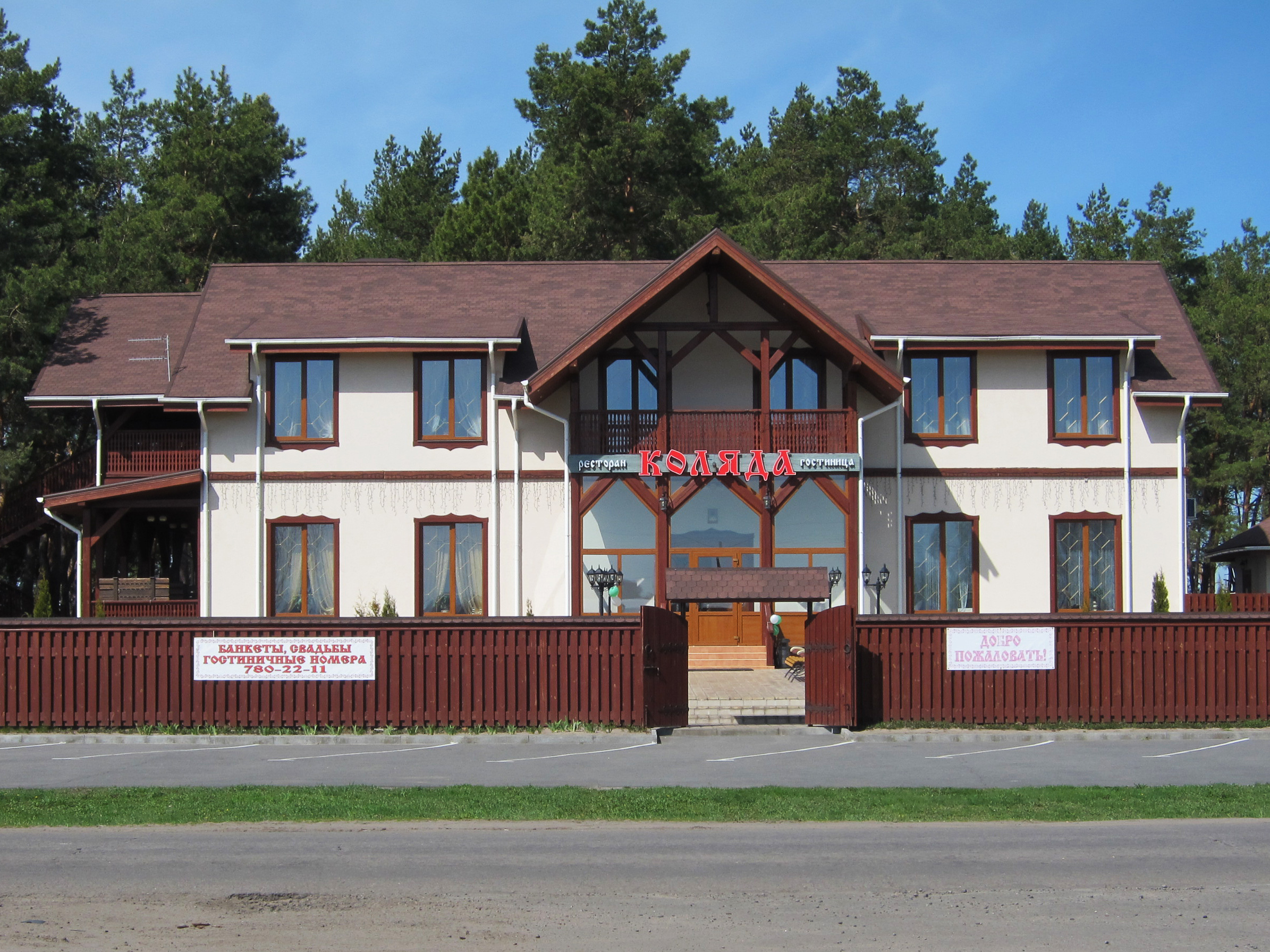
Ресторан та готель "Коляда" біля селища
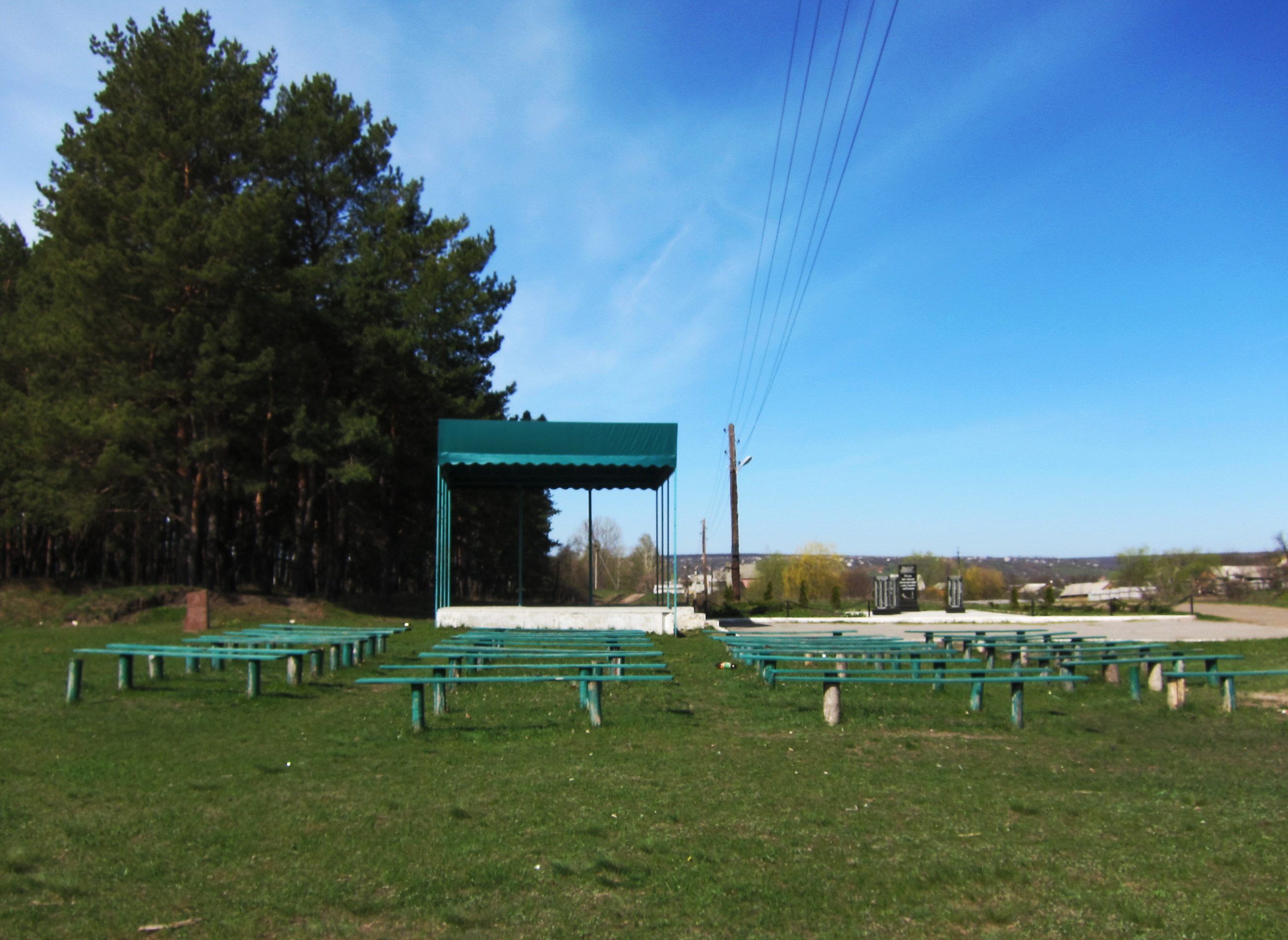
Сцена у селищі
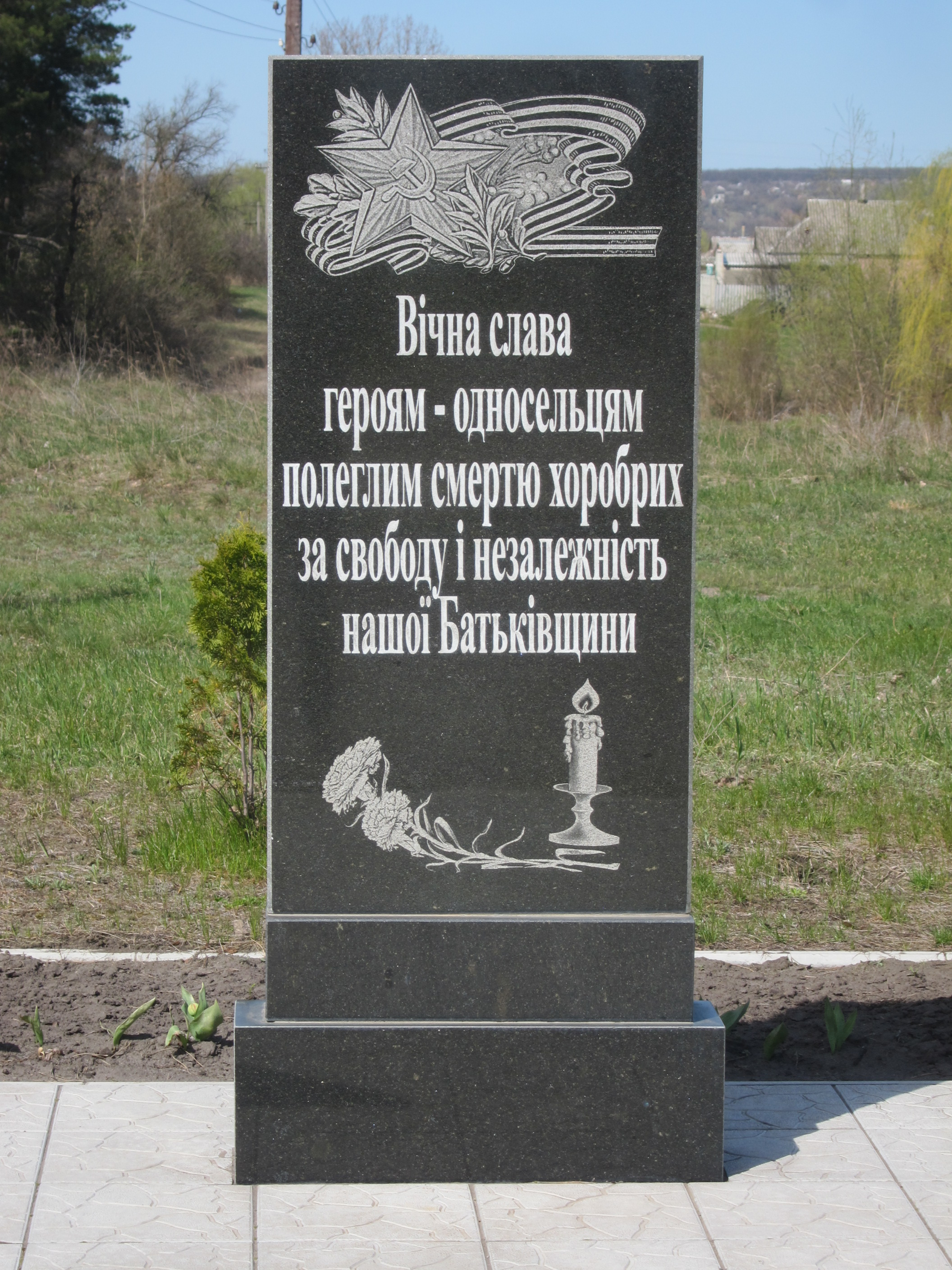
Меморіал пам'яті героям-односельцям